# Llista d'asteroides (435001-436000)
Llista d'asteroides del 435.001 al 436.000, amb data de descoberta i descobridor. És un fragment de la llista d'asteroides completa. Als asteroides se'ls dona un número quan es confirma la seva òrbita, per tant apareixen llistats aproximadament segons la data de descobriment.

## 435001– 435100
| Nom    | Designació provisional | Data de descobriment   | Lloc de descobriment | Descobridor/s     |
| ------ | ---------------------- | ---------------------- | -------------------- | ----------------- |
| 435001 | 2006 UQ256             | 28 d'octubre de 2006   | Kitt Peak            | Spacewatch        |
| 435002 | 2006 UD283             | 27 de setembre de 2006 | Mount Lemmon         | Mt. Lemmon Survey |
| 435003 | 2006 UG289             | 31 d'octubre de 2006   | Kitt Peak            | Spacewatch        |
| 435004 | 2006 UC322             | 16 d'octubre de 2006   | Kitt Peak            | Spacewatch        |
| 435005 | 2006 UX330             | 16 d'octubre de 2006   | Apache Point         | Becker, A. C.     |
| 435006 | 2006 UF331             | 11 d'octubre de 2006   | Apache Point         | Becker, A. C.     |
| 435007 | 2006 UE346             | 19 d'octubre de 2006   | Kitt Peak            | Spacewatch        |
| 435008 | 2006 VU15              | 9 de novembre de 2006  | Kitt Peak            | Spacewatch        |
| 435009 | 2006 VM17              | 21 d'octubre de 2006   | Kitt Peak            | Spacewatch        |
| 435010 | 2006 VO19              | 21 d'octubre de 2006   | Kitt Peak            | Spacewatch        |
| 435011 | 2006 VW30              | 20 d'octubre de 2006   | Mount Lemmon         | Mt. Lemmon Survey |
| 435012 | 2006 VA33              | 26 de setembre de 2006 | Mount Lemmon         | Mt. Lemmon Survey |
| 435013 | 2006 VD37              | 11 de novembre de 2006 | Catalina             | CSS               |
| 435014 | 2006 VA46              | 9 de novembre de 2006  | Kitt Peak            | Spacewatch        |
| 435015 | 2006 VA53              | 11 de novembre de 2006 | Kitt Peak            | Spacewatch        |
| 435016 | 2006 VT56              | 11 de novembre de 2006 | Kitt Peak            | Spacewatch        |
| 435017 | 2006 VE59              | 23 d'octubre de 2006   | Mount Lemmon         | Mt. Lemmon Survey |
| 435018 | 2006 VK65              | 16 d'octubre de 2006   | Catalina             | CSS               |
| 435019 | 2006 VT69              | 11 de novembre de 2006 | Kitt Peak            | Spacewatch        |
| 435020 | 2006 VH70              | 11 de novembre de 2006 | Kitt Peak            | Spacewatch        |
| 435021 | 2006 VH72              | 11 de novembre de 2006 | Mount Lemmon         | Mt. Lemmon Survey |
| 435022 | 2006 VR74              | 11 de novembre de 2006 | Mount Lemmon         | Mt. Lemmon Survey |
| 435023 | 2006 VV74              | 11 de novembre de 2006 | Mount Lemmon         | Mt. Lemmon Survey |
| 435024 | 2006 VF83              | 28 de setembre de 2006 | Mount Lemmon         | Mt. Lemmon Survey |
| 435025 | 2006 VH90              | 19 d'octubre de 2006   | Kitt Peak            | Spacewatch        |
| 435026 | 2006 VB98              | 21 d'octubre de 2006   | Mount Lemmon         | Mt. Lemmon Survey |
| 435027 | 2006 VZ102             | 12 de novembre de 2006 | Mount Lemmon         | Mt. Lemmon Survey |
| 435028 | 2006 VK107             | 30 de setembre de 2006 | Mount Lemmon         | Mt. Lemmon Survey |
| 435029 | 2006 VN107             | 27 de setembre de 2006 | Mount Lemmon         | Mt. Lemmon Survey |
| 435030 | 2006 VD120             | 14 de novembre de 2006 | Kitt Peak            | Spacewatch        |
| 435031 | 2006 VQ124             | 14 de novembre de 2006 | Kitt Peak            | Spacewatch        |
| 435032 | 2006 VV125             | 27 d'octubre de 2006   | Catalina             | CSS               |
| 435033 | 2006 VG127             | 20 d'octubre de 2006   | Mount Lemmon         | Mt. Lemmon Survey |
| 435034 | 2006 VQ141             | 13 de novembre de 2006 | Kitt Peak            | Spacewatch        |
| 435035 | 2006 VF152             | 25 de setembre de 2006 | Mount Lemmon         | Mt. Lemmon Survey |
| 435036 | 2006 VX170             | 2 de novembre de 2006  | Mount Lemmon         | Mt. Lemmon Survey |
| 435037 | 2006 WQ6               | 16 de novembre de 2006 | Kitt Peak            | Spacewatch        |
| 435038 | 2006 WX33              | 23 d'octubre de 2006   | Mount Lemmon         | Mt. Lemmon Survey |
| 435039 | 2006 WT35              | 15 de novembre de 2006 | Catalina             | CSS               |
| 435040 | 2006 WP45              | 2 d'octubre de 2006    | Mount Lemmon         | Mt. Lemmon Survey |
| 435041 | 2006 WQ45              | 30 de setembre de 2006 | Mount Lemmon         | Mt. Lemmon Survey |
| 435042 | 2006 WD53              | 16 de novembre de 2006 | Catalina             | CSS               |
| 435043 | 2006 WY54              | 16 de novembre de 2006 | Kitt Peak            | Spacewatch        |
| 435044 | 2006 WK55              | 10 de novembre de 2006 | Kitt Peak            | Spacewatch        |
| 435045 | 2006 WR61              | 21 d'octubre de 2006   | Kitt Peak            | Spacewatch        |
| 435046 | 2006 WX64              | 17 de novembre de 2006 | Mount Lemmon         | Mt. Lemmon Survey |
| 435047 | 2006 WT67              | 17 de novembre de 2006 | Kitt Peak            | Spacewatch        |
| 435048 | 2006 WS78              | 27 de setembre de 2006 | Mount Lemmon         | Mt. Lemmon Survey |
| 435049 | 2006 WU79              | 18 de novembre de 2006 | Kitt Peak            | Spacewatch        |
| 435050 | 2006 WA81              | 18 de novembre de 2006 | Kitt Peak            | Spacewatch        |
| 435051 | 2006 WV89              | 18 de novembre de 2006 | Kitt Peak            | Spacewatch        |
| 435052 | 2006 WW97              | 11 de novembre de 2006 | Mount Lemmon         | Mt. Lemmon Survey |
| 435053 | 2006 WH99              | 27 de setembre de 2006 | Mount Lemmon         | Mt. Lemmon Survey |
| 435054 | 2006 WZ137             | 19 de novembre de 2006 | Kitt Peak            | Spacewatch        |
| 435055 | 2006 WX139             | 11 de novembre de 2006 | Kitt Peak            | Spacewatch        |
| 435056 | 2006 WC148             | 20 de novembre de 2006 | Kitt Peak            | Spacewatch        |
| 435057 | 2006 WX184             | 17 de novembre de 2006 | Kitt Peak            | Spacewatch        |
| 435058 | 2006 XG2               | 12 de desembre de 2006 | Kitt Peak            | Spacewatch        |
| 435059 | 2006 XE28              | 13 de desembre de 2006 | Kitt Peak            | Spacewatch        |
| 435060 | 2006 XB33              | 16 de novembre de 2006 | Kitt Peak            | Spacewatch        |
| 435061 | 2006 XU58              | 1 de desembre de 2006  | Mount Lemmon         | Mt. Lemmon Survey |
| 435062 | 2006 XK70              | 14 de desembre de 2006 | Kitt Peak            | Spacewatch        |
| 435063 | 2006 XD71              | 14 de desembre de 2006 | Mount Lemmon         | Mt. Lemmon Survey |
| 435064 | 2006 YJ                | 17 de desembre de 2006 | Mount Lemmon         | Mt. Lemmon Survey |
| 435065 | 2006 YO8               | 1 de novembre de 2006  | Mount Lemmon         | Mt. Lemmon Survey |
| 435066 | 2006 YQ12              | 16 de desembre de 2006 | Kitt Peak            | Spacewatch        |
| 435067 | 2006 YN34              | 13 de desembre de 2006 | Kitt Peak            | Spacewatch        |
| 435068 | 2006 YF43              | 24 de desembre de 2006 | Kitt Peak            | Spacewatch        |
| 435069 | 2006 YR54              | 27 de desembre de 2006 | Mount Lemmon         | Mt. Lemmon Survey |
| 435070 | 2007 AW13              | 27 de desembre de 2006 | Kitt Peak            | Spacewatch        |
| 435071 | 2007 AG28              | 9 de gener de 2007     | Kitt Peak            | Spacewatch        |
| 435072 | 2007 AK28              | 9 de gener de 2007     | Kitt Peak            | Spacewatch        |
| 435073 | 2007 AG30              | 10 de gener de 2007    | Mount Lemmon         | Mt. Lemmon Survey |
| 435074 | 2007 BK3               | 18 de novembre de 2006 | Mount Lemmon         | Mt. Lemmon Survey |
| 435075 | 2007 BT12              | 17 de gener de 2007    | Kitt Peak            | Spacewatch        |
| 435076 | 2007 BD13              | 16 de novembre de 2006 | Mount Lemmon         | Mt. Lemmon Survey |
| 435077 | 2007 BO13              | 3 de novembre de 2005  | Kitt Peak            | Spacewatch        |
| 435078 | 2007 BU15              | 17 de gener de 2007    | Kitt Peak            | Spacewatch        |
| 435079 | 2007 BV21              | 24 de gener de 2007    | Socorro              | LINEAR            |
| 435080 | 2007 BW42              | 24 de gener de 2007    | Mount Lemmon         | Mt. Lemmon Survey |
| 435081 | 2007 BV48              | 26 de gener de 2007    | Kitt Peak            | Spacewatch        |
| 435082 | 2007 BO61              | 18 de novembre de 2006 | Mount Lemmon         | Mt. Lemmon Survey |
| 435083 | 2007 BP80              | 24 de gener de 2007    | Catalina             | CSS               |
| 435084 | 2007 BV99              | 17 de gener de 2007    | Kitt Peak            | Spacewatch        |
| 435085 | 2007 BU100             | 27 de gener de 2007    | Mount Lemmon         | Mt. Lemmon Survey |
| 435086 | 2007 CC12              | 6 de febrer de 2007    | Kitt Peak            | Spacewatch        |
| 435087 | 2007 CR16              | 27 de gener de 2007    | Mount Lemmon         | Mt. Lemmon Survey |
| 435088 | 2007 CU17              | 8 de febrer de 2007    | Mount Lemmon         | Mt. Lemmon Survey |
| 435089 | 2007 CJ28              | 27 de gener de 2007    | Kitt Peak            | Spacewatch        |
| 435090 | 2007 CQ28              | 9 de gener de 2007     | Mount Lemmon         | Mt. Lemmon Survey |
| 435091 | 2007 CT36              | 27 de gener de 2007    | Kitt Peak            | Spacewatch        |
| 435092 | 2007 CF38              | 27 de gener de 2007    | Mount Lemmon         | Mt. Lemmon Survey |
| 435093 | 2007 CK42              | 7 de febrer de 2007    | Mount Lemmon         | Mt. Lemmon Survey |
| 435094 | 2007 CZ42              | 27 de gener de 2007    | Mount Lemmon         | Mt. Lemmon Survey |
| 435095 | 2007 CB44              | 10 de gener de 2007    | Mount Lemmon         | Mt. Lemmon Survey |
| 435096 | 2007 CQ51              | 29 de gener de 2007    | Kitt Peak            | Spacewatch        |
| 435097 | 2007 CV51              | 17 de gener de 2007    | Catalina             | CSS               |
| 435098 | 2007 CU58              | 10 de febrer de 2007   | Catalina             | CSS               |
| 435099 | 2007 CL64              | 8 de febrer de 2007    | Mount Lemmon         | Mt. Lemmon Survey |
| 435100 | 2007 DZ4               | 17 de febrer de 2007   | Kitt Peak            | Spacewatch        |

## 435101– 435200
| Nom    | Designació provisional | Data de descobriment   | Lloc de descobriment | Descobridor/s          |
| ------ | ---------------------- | ---------------------- | -------------------- | ---------------------- |
| 435101 | 2007 DQ17              | 28 de gener de 2007    | Mount Lemmon         | Mt. Lemmon Survey      |
| 435102 | 2007 DK24              | 17 de febrer de 2007   | Kitt Peak            | Spacewatch             |
| 435103 | 2007 DH26              | 28 de gener de 2007    | Mount Lemmon         | Mt. Lemmon Survey      |
| 435104 | 2007 DR26              | 17 de febrer de 2007   | Kitt Peak            | Spacewatch             |
| 435105 | 2007 DP28              | 17 de febrer de 2007   | Kitt Peak            | Spacewatch             |
| 435106 | 2007 DQ35              | 15 de gener de 2007    | Mount Lemmon         | Mt. Lemmon Survey      |
| 435107 | 2007 DY35              | 17 de febrer de 2007   | Kitt Peak            | Spacewatch             |
| 435108 | 2007 DS40              | 18 de febrer de 2007   | Calvin-Rehoboth      | Calvin College         |
| 435109 | 2007 DA49              | 21 de febrer de 2007   | Mount Lemmon         | Mt. Lemmon Survey      |
| 435110 | 2007 DR67              | 21 de febrer de 2007   | Kitt Peak            | Spacewatch             |
| 435111 | 2007 DQ68              | 21 de febrer de 2007   | Kitt Peak            | Spacewatch             |
| 435112 | 2007 DH70              | 21 de febrer de 2007   | Kitt Peak            | Spacewatch             |
| 435113 | 2007 DX71              | 21 de febrer de 2007   | Kitt Peak            | Spacewatch             |
| 435114 | 2007 DH78              | 13 de febrer de 2007   | Mount Lemmon         | Mt. Lemmon Survey      |
| 435115 | 2007 DF84              | 25 de febrer de 2007   | Kitt Peak            | Spacewatch             |
| 435116 | 2007 DK86              | 17 de gener de 2007    | Kitt Peak            | Spacewatch             |
| 435117 | 2007 DV95              | 23 de febrer de 2007   | Kitt Peak            | Spacewatch             |
| 435118 | 2007 DA99              | 20 de desembre de 2006 | Mount Lemmon         | Mt. Lemmon Survey      |
| 435119 | 2007 DR102             | 16 de febrer de 2007   | Catalina             | CSS                    |
| 435120 | 2007 DF111             | 23 de febrer de 2007   | Mount Lemmon         | Mt. Lemmon Survey      |
| 435121 | 2007 EQ10              | 27 de gener de 2007    | Mount Lemmon         | Mt. Lemmon Survey      |
| 435122 | 2007 EP13              | 27 de gener de 2007    | Mount Lemmon         | Mt. Lemmon Survey      |
| 435123 | 2007 EN29              | 9 de març de 2007      | Mount Lemmon         | Mt. Lemmon Survey      |
| 435124 | 2007 EC52              | 27 de febrer de 2007   | Kitt Peak            | Spacewatch             |
| 435125 | 2007 EG66              | 25 de febrer de 2007   | Mount Lemmon         | Mt. Lemmon Survey      |
| 435126 | 2007 EX68              | 10 de març de 2007     | Kitt Peak            | Spacewatch             |
| 435127 | 2007 EE88              | 14 de març de 2007     | Ceccano              | Masi, G.               |
| 435128 | 2007 EY104             | 11 de març de 2007     | Mount Lemmon         | Mt. Lemmon Survey      |
| 435129 | 2007 ED123             | 7 d'abril de 2003      | Kitt Peak            | Spacewatch             |
| 435130 | 2007 EU130             | 9 de març de 2007      | Mount Lemmon         | Mt. Lemmon Survey      |
| 435131 | 2007 EH146             | 26 de febrer de 2007   | Mount Lemmon         | Mt. Lemmon Survey      |
| 435132 | 2007 EF150             | 12 de març de 2007     | Mount Lemmon         | Mt. Lemmon Survey      |
| 435133 | 2007 FD6               | 26 de febrer de 2007   | Mount Lemmon         | Mt. Lemmon Survey      |
| 435134 | 2007 FT35              | 26 de març de 2007     | Mount Lemmon         | Mt. Lemmon Survey      |
| 435135 | 2007 GB16              | 11 d'abril de 2007     | Kitt Peak            | Spacewatch             |
| 435136 | 2007 GY19              | 11 d'abril de 2007     | Kitt Peak            | Spacewatch             |
| 435137 | 2007 GH23              | 13 de març de 2007     | Mount Lemmon         | Mt. Lemmon Survey      |
| 435138 | 2007 GD49              | 14 d'abril de 2007     | Kitt Peak            | Spacewatch             |
| 435139 | 2007 GR59              | 15 d'abril de 2007     | Kitt Peak            | Spacewatch             |
| 435140 | 2007 GC62              | 15 d'abril de 2007     | Kitt Peak            | Spacewatch             |
| 435141 | 2007 GH77              | 14 d'abril de 2007     | Kitt Peak            | Spacewatch             |
| 435142 | 2007 HC24              | 18 d'abril de 2007     | Kitt Peak            | Spacewatch             |
| 435143 | 2007 HF38              | 20 d'abril de 2007     | Kitt Peak            | Spacewatch             |
| 435144 | 2007 HA48              | 20 d'abril de 2007     | Kitt Peak            | Spacewatch             |
| 435145 | 2007 HQ51              | 20 d'abril de 2007     | Kitt Peak            | Spacewatch             |
| 435146 | 2007 HJ55              | 22 d'abril de 2007     | Kitt Peak            | Spacewatch             |
| 435147 | 2007 HQ62              | 22 d'abril de 2007     | Mount Lemmon         | Mt. Lemmon Survey      |
| 435148 | 2007 HD75              | 22 d'abril de 2007     | Kitt Peak            | Spacewatch             |
| 435149 | 2007 HX75              | 22 d'abril de 2007     | Kitt Peak            | Spacewatch             |
| 435150 | 2007 JK26              | 9 de maig de 2007      | Kitt Peak            | Spacewatch             |
| 435151 | 2007 JM29              | 22 d'abril de 2007     | Mount Lemmon         | Mt. Lemmon Survey      |
| 435152 | 2007 JP37              | 25 de març de 2007     | Mount Lemmon         | Mt. Lemmon Survey      |
| 435153 | 2007 JH40              | 19 d'abril de 2007     | Mount Lemmon         | Mt. Lemmon Survey      |
| 435154 | 2007 JC42              | 25 d'abril de 2007     | Catalina             | CSS                    |
| 435155 | 2007 LN                | 26 de maig de 2007     | Catalina             | CSS                    |
| 435156 | 2007 LJ4               | 12 de maig de 2007     | Mount Lemmon         | Mt. Lemmon Survey      |
| 435157 | 2007 LT6               | 13 de maig de 2007     | Kitt Peak            | Spacewatch             |
| 435158 | 2007 LM14              | 26 de maig de 2007     | Mount Lemmon         | Mt. Lemmon Survey      |
| 435159 | 2007 LQ19              | 13 de juny de 2007     | Siding Spring        | Siding Spring Survey   |
| 435160 | 2007 MX7               | 18 de juny de 2007     | Kitt Peak            | Spacewatch             |
| 435161 | 2007 NV2               | 14 de juliol de 2007   | Vallemare Borbona    | Casulli, V. S.         |
| 435162 | 2007 NM3               | 21 de juny de 2007     | Mount Lemmon         | Mt. Lemmon Survey      |
| 435163 | 2007 OJ                | 17 de juliol de 2007   | La Sagra             | OAM                    |
| 435164 | 2007 OQ1               | 18 de juliol de 2007   | Črni Vrh             | Crni Vrh               |
| 435165 | 2007 PE12              | 11 d'agost de 2007     | Socorro              | LINEAR                 |
| 435166 | 2007 PO15              | 8 d'agost de 2007      | Socorro              | LINEAR                 |
| 435167 | 2007 PS20              | 9 d'agost de 2007      | Socorro              | LINEAR                 |
| 435168 | 2007 PD30              | 11 d'agost de 2007     | Socorro              | LINEAR                 |
| 435169 | 2007 PQ34              | 9 d'agost de 2007      | Socorro              | LINEAR                 |
| 435170 | 2007 PZ35              | 12 d'agost de 2007     | Socorro              | LINEAR                 |
| 435171 | 2007 PU37              | 13 d'agost de 2007     | Socorro              | LINEAR                 |
| 435172 | 2007 PL46              | 10 d'agost de 2007     | Kitt Peak            | Spacewatch             |
| 435173 | 2007 QN1               | 16 d'agost de 2007     | Socorro              | LINEAR                 |
| 435174 | 2007 QH7               | 21 d'agost de 2007     | Anderson Mesa        | LONEOS                 |
| 435175 | 2007 QM14              | 18 de gener de 2004    | Kitt Peak            | Spacewatch             |
| 435176 | 2007 RE7               | 9 d'agost de 2007      | Socorro              | LINEAR                 |
| 435177 | 2007 RV7               | 5 de setembre de 2007  | Costitx              | OAM                    |
| 435178 | 2007 RM8               | 8 de setembre de 2007  | Eskridge             | Hug, G.                |
| 435179 | 2007 RA10              | 2 de setembre de 2007  | Catalina             | CSS                    |
| 435180 | 2007 RS10              | 18 d'agost de 2007     | XuYi                 | PMO NEO Survey Program |
| 435181 | 2007 RO11              | 10 de setembre de 2007 | Dauban               | Chante-Perdrix         |
| 435182 | 2007 RF13              | 3 de setembre de 2007  | Catalina             | CSS                    |
| 435183 | 2007 RR20              | 9 d'agost de 2007      | Socorro              | LINEAR                 |
| 435184 | 2007 RP27              | 4 de setembre de 2007  | Mount Lemmon         | Mt. Lemmon Survey      |
| 435185 | 2007 RU30              | 5 de setembre de 2007  | Catalina             | CSS                    |
| 435186 | 2007 RJ35              | 7 de setembre de 2007  | La Cañada            | Lacruz, J.             |
| 435187 | 2007 RG46              | 9 de setembre de 2007  | Kitt Peak            | Spacewatch             |
| 435188 | 2007 RT60              | 10 de setembre de 2007 | Catalina             | CSS                    |
| 435189 | 2007 RN68              | 10 de setembre de 2007 | Kitt Peak            | Spacewatch             |
| 435190 | 2007 RY70              | 10 de setembre de 2007 | Kitt Peak            | Spacewatch             |
| 435191 | 2007 RO73              | 10 de setembre de 2007 | Mount Lemmon         | Mt. Lemmon Survey      |
| 435192 | 2007 RQ79              | 10 de setembre de 2007 | Mount Lemmon         | Mt. Lemmon Survey      |
| 435193 | 2007 RW83              | 10 de setembre de 2007 | Kitt Peak            | Spacewatch             |
| 435194 | 2007 RU99              | 8 de setembre de 2007  | Anderson Mesa        | LONEOS                 |
| 435195 | 2007 RB107             | 11 de setembre de 2007 | Mount Lemmon         | Mt. Lemmon Survey      |
| 435196 | 2007 RW111             | 11 de setembre de 2007 | Kitt Peak            | Spacewatch             |
| 435197 | 2007 RS118             | 11 de setembre de 2007 | Mount Lemmon         | Mt. Lemmon Survey      |
| 435198 | 2007 RU123             | 12 de setembre de 2007 | Catalina             | CSS                    |
| 435199 | 2007 RR132             | 11 de setembre de 2007 | Marly                | Kocher, P.             |
| 435200 | 2007 RQ134             | 12 de setembre de 2007 | Anderson Mesa        | LONEOS                 |

## 435201– 435300
| Nom    | Designació provisional | Data de descobriment   | Lloc de descobriment | Descobridor/s        |
| ------ | ---------------------- | ---------------------- | -------------------- | -------------------- |
| 435201 | 2007 RM151             | 10 de setembre de 2007 | Kitt Peak            | Spacewatch           |
| 435202 | 2007 RC168             | 10 de setembre de 2007 | Kitt Peak            | Spacewatch           |
| 435203 | 2007 RC175             | 10 de setembre de 2007 | Kitt Peak            | Spacewatch           |
| 435204 | 2007 RG181             | 11 de setembre de 2007 | Mount Lemmon         | Mt. Lemmon Survey    |
| 435205 | 2007 RE188             | 9 de setembre de 2007  | Kitt Peak            | Spacewatch           |
| 435206 | 2007 RV203             | 8 de setembre de 2007  | Anderson Mesa        | LONEOS               |
| 435207 | 2007 RJ205             | 9 de setembre de 2007  | Kitt Peak            | Spacewatch           |
| 435208 | 2007 RD213             | 12 de setembre de 2007 | Anderson Mesa        | LONEOS               |
| 435209 | 2007 RP220             | 14 de setembre de 2007 | Mount Lemmon         | Mt. Lemmon Survey    |
| 435210 | 2007 RC223             | 11 de setembre de 2007 | Mount Lemmon         | Mt. Lemmon Survey    |
| 435211 | 2007 RN224             | 10 de setembre de 2007 | Kitt Peak            | Spacewatch           |
| 435212 | 2007 RS226             | 10 de setembre de 2007 | Kitt Peak            | Spacewatch           |
| 435213 | 2007 RG239             | 14 de setembre de 2007 | Catalina             | CSS                  |
| 435214 | 2007 RV239             | 14 de setembre de 2007 | Catalina             | CSS                  |
| 435215 | 2007 RW242             | 15 de setembre de 2007 | Socorro              | LINEAR               |
| 435216 | 2007 RK245             | 11 de setembre de 2007 | Kitt Peak            | Spacewatch           |
| 435217 | 2007 RM247             | 13 de setembre de 2007 | Mount Lemmon         | Mt. Lemmon Survey    |
| 435218 | 2007 RM248             | 13 de setembre de 2007 | Mount Lemmon         | Mt. Lemmon Survey    |
| 435219 | 2007 RJ257             | 14 de setembre de 2007 | Catalina             | CSS                  |
| 435220 | 2007 RM272             | 15 de setembre de 2007 | Kitt Peak            | Spacewatch           |
| 435221 | 2007 RT278             | 5 de setembre de 2007  | Siding Spring        | Siding Spring Survey |
| 435222 | 2007 RR284             | 12 de setembre de 2007 | Mount Lemmon         | Mt. Lemmon Survey    |
| 435223 | 2007 RC289             | 10 de setembre de 2007 | Mount Lemmon         | Mt. Lemmon Survey    |
| 435224 | 2007 RM289             | 12 de setembre de 2007 | Mount Lemmon         | Mt. Lemmon Survey    |
| 435225 | 2007 RJ291             | 9 de setembre de 2007  | Kitt Peak            | Spacewatch           |
| 435226 | 2007 RT294             | 14 de setembre de 2007 | Kitt Peak            | Spacewatch           |
| 435227 | 2007 RX296             | 5 de setembre de 2007  | Catalina             | CSS                  |
| 435228 | 2007 RR300             | 12 de setembre de 2007 | Mount Lemmon         | Mt. Lemmon Survey    |
| 435229 | 2007 RB308             | 10 de setembre de 2007 | Mount Lemmon         | Mt. Lemmon Survey    |
| 435230 | 2007 RO309             | 15 de setembre de 2007 | Socorro              | LINEAR               |
| 435231 | 2007 RC314             | 13 de setembre de 2007 | Mount Lemmon         | Mt. Lemmon Survey    |
| 435232 | 2007 RW314             | 3 de setembre de 2007  | Catalina             | CSS                  |
| 435233 | 2007 RC317             | 10 de setembre de 2007 | Kitt Peak            | Spacewatch           |
| 435234 | 2007 RS317             | 10 de setembre de 2007 | Mount Lemmon         | Mt. Lemmon Survey    |
| 435235 | 2007 RR319             | 12 de setembre de 2007 | Mount Lemmon         | Mt. Lemmon Survey    |
| 435236 | 2007 RU320             | 14 de setembre de 2007 | Mount Lemmon         | Mt. Lemmon Survey    |
| 435237 | 2007 RC323             | 14 de setembre de 2007 | Mount Lemmon         | Mt. Lemmon Survey    |
| 435238 | 2007 RE323             | 15 de setembre de 2007 | Socorro              | LINEAR               |
| 435239 | 2007 RE324             | 14 de setembre de 2007 | Mount Lemmon         | Mt. Lemmon Survey    |
| 435240 | 2007 SV15              | 27 d'agost de 1998     | Kitt Peak            | Spacewatch           |
| 435241 | 2007 SD20              | 19 de setembre de 2007 | Kitt Peak            | Spacewatch           |
| 435242 | 2007 SY22              | 21 de setembre de 2007 | Kitt Peak            | Spacewatch           |
| 435243 | 2007 TD11              | 6 d'octubre de 2007    | Socorro              | LINEAR               |
| 435244 | 2007 TA20              | 6 d'octubre de 2007    | Socorro              | LINEAR               |
| 435245 | 2007 TM22              | 9 d'octubre de 2007    | Eskridge             | Hug, G.              |
| 435246 | 2007 TV24              | 11 d'octubre de 2007   | Socorro              | LINEAR               |
| 435247 | 2007 TX34              | 6 d'octubre de 2007    | Kitt Peak            | Spacewatch           |
| 435248 | 2007 TQ36              | 5 de setembre de 2007  | Catalina             | CSS                  |
| 435249 | 2007 TX39              | 9 de setembre de 2007  | Mount Lemmon         | Mt. Lemmon Survey    |
| 435250 | 2007 TX55              | 4 d'octubre de 2007    | Kitt Peak            | Spacewatch           |
| 435251 | 2007 TM57              | 4 d'octubre de 2007    | Kitt Peak            | Spacewatch           |
| 435252 | 2007 TB68              | 10 d'octubre de 2007   | Mount Lemmon         | Mt. Lemmon Survey    |
| 435253 | 2007 TT81              | 7 d'octubre de 2007    | Catalina             | CSS                  |
| 435254 | 2007 TV87              | 8 d'octubre de 2007    | Mount Lemmon         | Mt. Lemmon Survey    |
| 435255 | 2007 TC99              | 8 d'octubre de 2007    | Mount Lemmon         | Mt. Lemmon Survey    |
| 435256 | 2007 TM133             | 7 d'octubre de 2007    | Mount Lemmon         | Mt. Lemmon Survey    |
| 435257 | 2007 TN141             | 9 d'octubre de 2007    | Mount Lemmon         | Mt. Lemmon Survey    |
| 435258 | 2007 TL146             | 5 de setembre de 2007  | Mount Lemmon         | Mt. Lemmon Survey    |
| 435259 | 2007 TR164             | 12 de setembre de 2007 | Mount Lemmon         | Mt. Lemmon Survey    |
| 435260 | 2007 TX164             | 11 d'octubre de 2007   | Socorro              | LINEAR               |
| 435261 | 2007 TH185             | 8 d'octubre de 2007    | Kitt Peak            | Spacewatch           |
| 435262 | 2007 TQ189             | 25 de maig de 2006     | Mount Lemmon         | Mt. Lemmon Survey    |
| 435263 | 2007 TN199             | 8 d'octubre de 2007    | Kitt Peak            | Spacewatch           |
| 435264 | 2007 TV214             | 7 d'octubre de 2007    | Kitt Peak            | Spacewatch           |
| 435265 | 2007 TN218             | 7 d'octubre de 2007    | Kitt Peak            | Spacewatch           |
| 435266 | 2007 TV227             | 8 d'octubre de 2007    | Kitt Peak            | Spacewatch           |
| 435267 | 2007 TH228             | 8 d'octubre de 2007    | Kitt Peak            | Spacewatch           |
| 435268 | 2007 TM230             | 8 d'octubre de 2007    | Kitt Peak            | Spacewatch           |
| 435269 | 2007 TO245             | 8 d'octubre de 2007    | Mount Lemmon         | Mt. Lemmon Survey    |
| 435270 | 2007 TM246             | 9 d'octubre de 2007    | Kitt Peak            | Spacewatch           |
| 435271 | 2007 TV252             | 7 d'octubre de 2007    | Mount Lemmon         | Mt. Lemmon Survey    |
| 435272 | 2007 TR262             | 15 de setembre de 2007 | Mount Lemmon         | Mt. Lemmon Survey    |
| 435273 | 2007 TW272             | 9 d'octubre de 2007    | Kitt Peak            | Spacewatch           |
| 435274 | 2007 TS281             | 7 d'octubre de 2007    | Catalina             | CSS                  |
| 435275 | 2007 TK288             | 11 d'octubre de 2007   | Catalina             | CSS                  |
| 435276 | 2007 TX300             | 8 d'octubre de 2007    | Kitt Peak            | Spacewatch           |
| 435277 | 2007 TS305             | 13 de setembre de 2007 | Kitt Peak            | Spacewatch           |
| 435278 | 2007 TP315             | 12 d'octubre de 2007   | Kitt Peak            | Spacewatch           |
| 435279 | 2007 TO317             | 12 d'octubre de 2007   | Kitt Peak            | Spacewatch           |
| 435280 | 2007 TT319             | 12 d'octubre de 2007   | Kitt Peak            | Spacewatch           |
| 435281 | 2007 TU328             | 7 d'octubre de 2007    | Kitt Peak            | Spacewatch           |
| 435282 | 2007 TV333             | 14 de setembre de 2007 | Mount Lemmon         | Mt. Lemmon Survey    |
| 435283 | 2007 TC347             | 13 d'octubre de 2007   | Mount Lemmon         | Mt. Lemmon Survey    |
| 435284 | 2007 TE361             | 14 d'octubre de 2007   | Mount Lemmon         | Mt. Lemmon Survey    |
| 435285 | 2007 TU372             | 14 d'octubre de 2007   | Mount Lemmon         | Mt. Lemmon Survey    |
| 435286 | 2007 TM377             | 11 d'octubre de 2007   | Catalina             | CSS                  |
| 435287 | 2007 TO382             | 14 d'octubre de 2007   | Kitt Peak            | Spacewatch           |
| 435288 | 2007 TS384             | 14 d'octubre de 2007   | Mount Lemmon         | Mt. Lemmon Survey    |
| 435289 | 2007 TA388             | 13 d'octubre de 2007   | Mount Lemmon         | Mt. Lemmon Survey    |
| 435290 | 2007 TF400             | 10 d'octubre de 2007   | Catalina             | CSS                  |
| 435291 | 2007 TT412             | 15 d'octubre de 2007   | Anderson Mesa        | LONEOS               |
| 435292 | 2007 TQ413             | 15 d'octubre de 2007   | Anderson Mesa        | LONEOS               |
| 435293 | 2007 TV413             | 15 d'octubre de 2007   | Catalina             | CSS                  |
| 435294 | 2007 TM423             | 4 d'octubre de 2007    | Kitt Peak            | Spacewatch           |
| 435295 | 2007 TS426             | 9 d'octubre de 2007    | Kitt Peak            | Spacewatch           |
| 435296 | 2007 TQ429             | 10 de setembre de 2007 | Mount Lemmon         | Mt. Lemmon Survey    |
| 435297 | 2007 TZ430             | 7 d'octubre de 2007    | Mount Lemmon         | Mt. Lemmon Survey    |
| 435298 | 2007 TS433             | 12 d'octubre de 2007   | Catalina             | CSS                  |
| 435299 | 2007 TX442             | 10 d'octubre de 2007   | Catalina             | CSS                  |
| 435300 | 2007 TB450             | 10 d'octubre de 2007   | Mount Lemmon         | Mt. Lemmon Survey    |

## 435301– 435400
| Nom    | Designació provisional | Data de descobriment   | Lloc de descobriment | Descobridor/s     |
| ------ | ---------------------- | ---------------------- | -------------------- | ----------------- |
| 435301 | 2007 TD452             | 14 d'octubre de 2007   | Mount Lemmon         | Mt. Lemmon Survey |
| 435302 | 2007 US6               | 21 d'octubre de 2007   | Socorro              | LINEAR            |
| 435303 | 2007 UW14              | 17 d'octubre de 2007   | Catalina             | CSS               |
| 435304 | 2007 UV41              | 16 d'octubre de 2007   | Mount Lemmon         | Mt. Lemmon Survey |
| 435305 | 2007 UN44              | 18 d'octubre de 2007   | Mount Lemmon         | Mt. Lemmon Survey |
| 435306 | 2007 UD51              | 24 d'octubre de 2007   | Mount Lemmon         | Mt. Lemmon Survey |
| 435307 | 2007 UH54              | 30 d'octubre de 2007   | Kitt Peak            | Spacewatch        |
| 435308 | 2007 UV55              | 30 d'octubre de 2007   | Kitt Peak            | Spacewatch        |
| 435309 | 2007 UZ57              | 10 d'octubre de 2007   | Kitt Peak            | Spacewatch        |
| 435310 | 2007 UW60              | 30 d'octubre de 2007   | Mount Lemmon         | Mt. Lemmon Survey |
| 435311 | 2007 UT63              | 7 d'octubre de 2007    | Mount Lemmon         | Mt. Lemmon Survey |
| 435312 | 2007 UC79              | 8 d'octubre de 2007    | Kitt Peak            | Spacewatch        |
| 435313 | 2007 UX96              | 30 d'octubre de 2007   | Kitt Peak            | Spacewatch        |
| 435314 | 2007 UW99              | 16 d'octubre de 2007   | Mount Lemmon         | Mt. Lemmon Survey |
| 435315 | 2007 UH102             | 24 d'agost de 2007     | Kitt Peak            | Spacewatch        |
| 435316 | 2007 UK111             | 4 d'octubre de 2007    | Kitt Peak            | Spacewatch        |
| 435317 | 2007 UE122             | 20 d'octubre de 2007   | Kitt Peak            | Spacewatch        |
| 435318 | 2007 UJ122             | 8 d'octubre de 2007    | Mount Lemmon         | Mt. Lemmon Survey |
| 435319 | 2007 UQ126             | 16 d'octubre de 2007   | Mount Lemmon         | Mt. Lemmon Survey |
| 435320 | 2007 UZ130             | 17 d'octubre de 2007   | Mount Lemmon         | Mt. Lemmon Survey |
| 435321 | 2007 UZ139             | 31 d'octubre de 2007   | Mount Lemmon         | Mt. Lemmon Survey |
| 435322 | 2007 UV140             | 20 d'octubre de 2007   | Mount Lemmon         | Mt. Lemmon Survey |
| 435323 | 2007 VB5               | 3 de novembre de 2007  | Dauban               | Chante-Perdrix    |
| 435324 | 2007 VZ8               | 19 d'octubre de 2007   | Socorro              | LINEAR            |
| 435325 | 2007 VN11              | 2 de novembre de 2007  | Catalina             | CSS               |
| 435326 | 2007 VU11              | 31 d'octubre de 2007   | Mount Lemmon         | Mt. Lemmon Survey |
| 435327 | 2007 VF18              | 7 d'octubre de 2007    | Mount Lemmon         | Mt. Lemmon Survey |
| 435328 | 2007 VW23              | 10 d'octubre de 2007   | Kitt Peak            | Spacewatch        |
| 435329 | 2007 VO26              | 26 de setembre de 2007 | Mount Lemmon         | Mt. Lemmon Survey |
| 435330 | 2007 VK31              | 11 d'octubre de 2007   | Kitt Peak            | Spacewatch        |
| 435331 | 2007 VY42              | 3 de novembre de 2007  | Kitt Peak            | Spacewatch        |
| 435332 | 2007 VX45              | 16 d'octubre de 2007   | Catalina             | CSS               |
| 435333 | 2007 VR46              | 1 de novembre de 2007  | Kitt Peak            | Spacewatch        |
| 435334 | 2007 VR49              | 1 de novembre de 2007  | Kitt Peak            | Spacewatch        |
| 435335 | 2007 VG50              | 1 de novembre de 2007  | Kitt Peak            | Spacewatch        |
| 435336 | 2007 VS50              | 1 de novembre de 2007  | Kitt Peak            | Spacewatch        |
| 435337 | 2007 VE59              | 1 de novembre de 2007  | Kitt Peak            | Spacewatch        |
| 435338 | 2007 VU68              | 3 de novembre de 2007  | Mount Lemmon         | Mt. Lemmon Survey |
| 435339 | 2007 VE105             | 3 de novembre de 2007  | Kitt Peak            | Spacewatch        |
| 435340 | 2007 VO106             | 3 de novembre de 2007  | Kitt Peak            | Spacewatch        |
| 435341 | 2007 VP111             | 30 d'octubre de 2007   | Kitt Peak            | Spacewatch        |
| 435342 | 2007 VY113             | 3 de novembre de 2007  | Kitt Peak            | Spacewatch        |
| 435343 | 2007 VB121             | 5 de novembre de 2007  | Kitt Peak            | Spacewatch        |
| 435344 | 2007 VM124             | 5 de novembre de 2007  | Mount Lemmon         | Mt. Lemmon Survey |
| 435345 | 2007 VS147             | 4 de novembre de 2007  | Kitt Peak            | Spacewatch        |
| 435346 | 2007 VB153             | 3 de novembre de 2007  | Kitt Peak            | Spacewatch        |
| 435347 | 2007 VB160             | 5 de novembre de 2007  | Kitt Peak            | Spacewatch        |
| 435348 | 2007 VN168             | 5 de novembre de 2007  | Kitt Peak            | Spacewatch        |
| 435349 | 2007 VY170             | 7 de novembre de 2007  | Kitt Peak            | Spacewatch        |
| 435350 | 2007 VP172             | 2 de novembre de 2007  | Mount Lemmon         | Mt. Lemmon Survey |
| 435351 | 2007 VS182             | 12 d'octubre de 2007   | Kitt Peak            | Spacewatch        |
| 435352 | 2007 VC194             | 8 d'octubre de 2007    | Kitt Peak            | Spacewatch        |
| 435353 | 2007 VO209             | 9 de setembre de 2007  | Mount Lemmon         | Mt. Lemmon Survey |
| 435354 | 2007 VJ213             | 14 d'octubre de 2007   | Mount Lemmon         | Mt. Lemmon Survey |
| 435355 | 2007 VO218             | 5 de novembre de 2007  | Kitt Peak            | Spacewatch        |
| 435356 | 2007 VF230             | 17 d'octubre de 2007   | Mount Lemmon         | Mt. Lemmon Survey |
| 435357 | 2007 VG231             | 7 de novembre de 2007  | Kitt Peak            | Spacewatch        |
| 435358 | 2007 VK237             | 18 de setembre de 2007 | Mount Lemmon         | Mt. Lemmon Survey |
| 435359 | 2007 VD242             | 12 de novembre de 2007 | Catalina             | CSS               |
| 435360 | 2007 VP247             | 13 de novembre de 2007 | Mount Lemmon         | Mt. Lemmon Survey |
| 435361 | 2007 VN250             | 15 de novembre de 2007 | Mount Lemmon         | Mt. Lemmon Survey |
| 435362 | 2007 VF262             | 13 de novembre de 2007 | Mount Lemmon         | Mt. Lemmon Survey |
| 435363 | 2007 VT286             | 14 de novembre de 2007 | Kitt Peak            | Spacewatch        |
| 435364 | 2007 VA287             | 15 de novembre de 2007 | Anderson Mesa        | LONEOS            |
| 435365 | 2007 VD287             | 10 d'octubre de 2007   | Kitt Peak            | Spacewatch        |
| 435366 | 2007 VV290             | 2 de novembre de 2007  | Kitt Peak            | Spacewatch        |
| 435367 | 2007 VK291             | 14 de novembre de 2007 | Kitt Peak            | Spacewatch        |
| 435368 | 2007 VJ292             | 14 de novembre de 2007 | Kitt Peak            | Spacewatch        |
| 435369 | 2007 VB307             | 2 de novembre de 2007  | Mount Lemmon         | Mt. Lemmon Survey |
| 435370 | 2007 VS308             | 7 de novembre de 2007  | Kitt Peak            | Spacewatch        |
| 435371 | 2007 VX316             | 11 de novembre de 2007 | Mount Lemmon         | Mt. Lemmon Survey |
| 435372 | 2007 VU320             | 2 de novembre de 2007  | Mount Lemmon         | Mt. Lemmon Survey |
| 435373 | 2007 VV327             | 27 de gener de 1998    | Caussols             | ODAS              |
| 435374 | 2007 VR329             | 1 de novembre de 2007  | Kitt Peak            | Spacewatch        |
| 435375 | 2007 VS330             | 4 de novembre de 2007  | Mount Lemmon         | Mt. Lemmon Survey |
| 435376 | 2007 VU330             | 4 de novembre de 2007  | Kitt Peak            | Spacewatch        |
| 435377 | 2007 WL14              | 1 de novembre de 2007  | Kitt Peak            | Spacewatch        |
| 435378 | 2007 WC20              | 2 de novembre de 2007  | Mount Lemmon         | Mt. Lemmon Survey |
| 435379 | 2007 WJ25              | 18 de novembre de 2007 | Mount Lemmon         | Mt. Lemmon Survey |
| 435380 | 2007 WD42              | 18 de novembre de 2007 | Mount Lemmon         | Mt. Lemmon Survey |
| 435381 | 2007 XA16              | 8 de desembre de 2007  | La Sagra             | OAM               |
| 435382 | 2007 XG16              | 15 de setembre de 2007 | Mount Lemmon         | Mt. Lemmon Survey |
| 435383 | 2007 XN34              | 8 de novembre de 2007  | Socorro              | LINEAR            |
| 435384 | 2007 XF44              | 15 de desembre de 2007 | Kitt Peak            | Spacewatch        |
| 435385 | 2007 XU49              | 15 de desembre de 2007 | Kitt Peak            | Spacewatch        |
| 435386 | 2007 XQ55              | 9 d'octubre de 2007    | Kitt Peak            | Spacewatch        |
| 435387 | 2007 XT56              | 3 de desembre de 2007  | Kitt Peak            | Spacewatch        |
| 435388 | 2007 XP57              | 4 de desembre de 2007  | Mount Lemmon         | Mt. Lemmon Survey |
| 435389 | 2007 YY10              | 2 de novembre de 2007  | Mount Lemmon         | Mt. Lemmon Survey |
| 435390 | 2007 YO13              | 11 de novembre de 2007 | Mount Lemmon         | Mt. Lemmon Survey |
| 435391 | 2007 YO16              | 16 de desembre de 2007 | Kitt Peak            | Spacewatch        |
| 435392 | 2007 YP23              | 12 de novembre de 2007 | Mount Lemmon         | Mt. Lemmon Survey |
| 435393 | 2007 YW25              | 18 de desembre de 2007 | Mount Lemmon         | Mt. Lemmon Survey |
| 435394 | 2007 YO28              | 19 de desembre de 2007 | Kitt Peak            | Spacewatch        |
| 435395 | 2007 YA30              | 28 de desembre de 2007 | Junk Bond            | Healy, D.         |
| 435396 | 2007 YE42              | 30 de desembre de 2007 | Kitt Peak            | Spacewatch        |
| 435397 | 2007 YN53              | 30 de desembre de 2007 | Kitt Peak            | Spacewatch        |
| 435398 | 2007 YH65              | 31 de desembre de 2007 | Kitt Peak            | Spacewatch        |
| 435399 | 2007 YL74              | 31 de desembre de 2007 | Lulin                | LUSS              |
| 435400 | 2007 YS74              | 30 de desembre de 2007 | Mount Lemmon         | Mt. Lemmon Survey |

## 435401– 435500
| Nom    | Designació provisional | Data de descobriment   | Lloc de descobriment | Descobridor/s     |
| ------ | ---------------------- | ---------------------- | -------------------- | ----------------- |
| 435401 | 2008 AZ8               | 30 de desembre de 2007 | Mount Lemmon         | Mt. Lemmon Survey |
| 435402 | 2008 AU10              | 10 de gener de 2008    | Mount Lemmon         | Mt. Lemmon Survey |
| 435403 | 2008 AW12              | 10 de gener de 2008    | Mount Lemmon         | Mt. Lemmon Survey |
| 435404 | 2008 AT28              | 10 de gener de 2008    | Kitt Peak            | Spacewatch        |
| 435405 | 2008 AL30              | 11 de gener de 2008    | Desert Eagle         | Yeung, W. K. Y.   |
| 435406 | 2008 AU47              | 4 de desembre de 2007  | Mount Lemmon         | Mt. Lemmon Survey |
| 435407 | 2008 AM59              | 15 de desembre de 2007 | Mount Lemmon         | Mt. Lemmon Survey |
| 435408 | 2008 AP59              | 11 de gener de 2008    | Kitt Peak            | Spacewatch        |
| 435409 | 2008 AU62              | 11 de gener de 2008    | Mount Lemmon         | Mt. Lemmon Survey |
| 435410 | 2008 AD83              | 11 de novembre de 2007 | Mount Lemmon         | Mt. Lemmon Survey |
| 435411 | 2008 AW83              | 11 de novembre de 2007 | Mount Lemmon         | Mt. Lemmon Survey |
| 435412 | 2008 AR85              | 31 de desembre de 2007 | Mount Lemmon         | Mt. Lemmon Survey |
| 435413 | 2008 AA93              | 14 de gener de 2008    | Kitt Peak            | Spacewatch        |
| 435414 | 2008 AU99              | 18 de setembre de 2003 | Kitt Peak            | Spacewatch        |
| 435415 | 2008 AB133             | 31 de desembre de 2007 | Kitt Peak            | Spacewatch        |
| 435416 | 2008 AS137             | 10 de gener de 2008    | Kitt Peak            | Spacewatch        |
| 435417 | 2008 AZ137             | 12 de gener de 2008    | Mount Lemmon         | Mt. Lemmon Survey |
| 435418 | 2008 BX14              | 23 de novembre de 2006 | Mount Lemmon         | Mt. Lemmon Survey |
| 435419 | 2008 BO35              | 30 de gener de 2008    | Kitt Peak            | Spacewatch        |
| 435420 | 2008 BW44              | 13 de novembre de 2006 | Catalina             | CSS               |
| 435421 | 2008 BH48              | 18 de gener de 2008    | Kitt Peak            | Spacewatch        |
| 435422 | 2008 BW48              | 30 de gener de 2008    | Mount Lemmon         | Mt. Lemmon Survey |
| 435423 | 2008 CR5               | 6 de febrer de 2008    | Socorro              | LINEAR            |
| 435424 | 2008 CQ8               | 11 de gener de 2008    | Mount Lemmon         | Mt. Lemmon Survey |
| 435425 | 2008 CC9               | 14 de gener de 2008    | Kitt Peak            | Spacewatch        |
| 435426 | 2008 CE29              | 10 de gener de 2008    | Mount Lemmon         | Mt. Lemmon Survey |
| 435427 | 2008 CN37              | 2 de febrer de 2008    | Kitt Peak            | Spacewatch        |
| 435428 | 2008 CW39              | 15 de gener de 2008    | Mount Lemmon         | Mt. Lemmon Survey |
| 435429 | 2008 CO50              | 6 de febrer de 2008    | Anderson Mesa        | LONEOS            |
| 435430 | 2008 CH78              | 7 de febrer de 2008    | Kitt Peak            | Spacewatch        |
| 435431 | 2008 CL78              | 7 de novembre de 2007  | Mount Lemmon         | Mt. Lemmon Survey |
| 435432 | 2008 CX122             | 7 de febrer de 2008    | Mount Lemmon         | Mt. Lemmon Survey |
| 435433 | 2008 CY123             | 15 de gener de 2008    | Mount Lemmon         | Mt. Lemmon Survey |
| 435434 | 2008 CA129             | 8 de febrer de 2008    | Kitt Peak            | Spacewatch        |
| 435435 | 2008 CW140             | 8 de febrer de 2008    | Mount Lemmon         | Mt. Lemmon Survey |
| 435436 | 2008 CT146             | 9 de febrer de 2008    | Kitt Peak            | Spacewatch        |
| 435437 | 2008 CJ147             | 9 de febrer de 2008    | Kitt Peak            | Spacewatch        |
| 435438 | 2008 CS161             | 28 de desembre de 2007 | Kitt Peak            | Spacewatch        |
| 435439 | 2008 CD172             | 12 de febrer de 2008   | Mount Lemmon         | Mt. Lemmon Survey |
| 435440 | 2008 CN195             | 1 de febrer de 2008    | Kitt Peak            | Spacewatch        |
| 435441 | 2008 DJ5               | 28 de febrer de 2008   | Mount Lemmon         | Mt. Lemmon Survey |
| 435442 | 2008 DW6               | 24 de febrer de 2008   | Kitt Peak            | Spacewatch        |
| 435443 | 2008 DF19              | 7 de febrer de 2008    | Kitt Peak            | Spacewatch        |
| 435444 | 2008 DP20              | 28 de febrer de 2008   | Mount Lemmon         | Mt. Lemmon Survey |
| 435445 | 2008 DJ55              | 26 de febrer de 2008   | Kitt Peak            | Spacewatch        |
| 435446 | 2008 DR66              | 29 de febrer de 2008   | Kitt Peak            | Spacewatch        |
| 435447 | 2008 DU68              | 29 de febrer de 2008   | Kitt Peak            | Spacewatch        |
| 435448 | 2008 DH78              | 8 de febrer de 2008    | Mount Lemmon         | Mt. Lemmon Survey |
| 435449 | 2008 DS81              | 27 de febrer de 2008   | Kitt Peak            | Spacewatch        |
| 435450 | 2008 ET25              | 15 de gener de 2008    | Mount Lemmon         | Mt. Lemmon Survey |
| 435451 | 2008 EW73              | 27 de febrer de 2008   | Kitt Peak            | Spacewatch        |
| 435452 | 2008 EB103             | 5 de març de 2008      | Mount Lemmon         | Mt. Lemmon Survey |
| 435453 | 2008 EO116             | 8 de març de 2008      | Kitt Peak            | Spacewatch        |
| 435454 | 2008 ER117             | 9 de març de 2008      | Mount Lemmon         | Mt. Lemmon Survey |
| 435455 | 2008 EM139             | 11 de març de 2008     | Catalina             | CSS               |
| 435456 | 2008 EN142             | 12 de març de 2008     | Kitt Peak            | Spacewatch        |
| 435457 | 2008 EY147             | 1 de març de 2008      | Kitt Peak            | Spacewatch        |
| 435458 | 2008 ES149             | 5 de març de 2008      | Kitt Peak            | Spacewatch        |
| 435459 | 2008 ES150             | 4 de març de 2008      | Mount Lemmon         | Mt. Lemmon Survey |
| 435460 | 2008 ES161             | 9 de març de 2008      | Kitt Peak            | Spacewatch        |
| 435461 | 2008 FL3               | 25 de març de 2008     | Kitt Peak            | Spacewatch        |
| 435462 | 2008 FW4               | 26 de març de 2008     | Mount Lemmon         | Mt. Lemmon Survey |
| 435463 | 2008 FY9               | 26 de març de 2008     | Kitt Peak            | Spacewatch        |
| 435464 | 2008 FZ16              | 27 de març de 2008     | Kitt Peak            | Spacewatch        |
| 435465 | 2008 FA23              | 10 de març de 2008     | Mount Lemmon         | Mt. Lemmon Survey |
| 435466 | 2008 FA38              | 4 de març de 2008      | Mount Lemmon         | Mt. Lemmon Survey |
| 435467 | 2008 FB41              | 28 de març de 2008     | Kitt Peak            | Spacewatch        |
| 435468 | 2008 FD51              | 28 de març de 2008     | Mount Lemmon         | Mt. Lemmon Survey |
| 435469 | 2008 FQ66              | 28 de març de 2008     | Kitt Peak            | Spacewatch        |
| 435470 | 2008 FM68              | 5 de març de 2008      | Mount Lemmon         | Mt. Lemmon Survey |
| 435471 | 2008 FT68              | 28 de març de 2008     | Mount Lemmon         | Mt. Lemmon Survey |
| 435472 | 2008 FS75              | 31 de març de 2008     | Mount Lemmon         | Mt. Lemmon Survey |
| 435473 | 2008 FD84              | 10 de març de 2008     | Kitt Peak            | Spacewatch        |
| 435474 | 2008 FD98              | 30 de març de 2008     | Kitt Peak            | Spacewatch        |
| 435475 | 2008 FN102             | 30 de març de 2008     | Kitt Peak            | Spacewatch        |
| 435476 | 2008 FC103             | 30 de març de 2008     | Kitt Peak            | Spacewatch        |
| 435477 | 2008 FU106             | 31 de març de 2008     | Kitt Peak            | Spacewatch        |
| 435478 | 2008 FC116             | 31 de març de 2008     | Mount Lemmon         | Mt. Lemmon Survey |
| 435479 | 2008 FG119             | 31 de març de 2008     | Mount Lemmon         | Mt. Lemmon Survey |
| 435480 | 2008 FR122             | 26 de març de 2008     | Kitt Peak            | Spacewatch        |
| 435481 | 2008 FS124             | 30 de març de 2008     | Kitt Peak            | Spacewatch        |
| 435482 | 2008 FB130             | 29 de març de 2008     | Mount Lemmon         | Mt. Lemmon Survey |
| 435483 | 2008 FU136             | 29 de març de 2008     | Kitt Peak            | Spacewatch        |
| 435484 | 2008 GY2               | 11 de març de 2008     | Catalina             | CSS               |
| 435485 | 2008 GV4               | 10 de febrer de 2008   | Kitt Peak            | Spacewatch        |
| 435486 | 2008 GD6               | 27 de març de 2008     | Kitt Peak            | Spacewatch        |
| 435487 | 2008 GJ9               | 1 d'abril de 2008      | Kitt Peak            | Spacewatch        |
| 435488 | 2008 GH11              | 1 d'abril de 2008      | Kitt Peak            | Spacewatch        |
| 435489 | 2008 GL35              | 3 d'abril de 2008      | Kitt Peak            | Spacewatch        |
| 435490 | 2008 GW36              | 3 d'abril de 2008      | Kitt Peak            | Spacewatch        |
| 435491 | 2008 GF43              | 4 d'abril de 2008      | Mount Lemmon         | Mt. Lemmon Survey |
| 435492 | 2008 GZ49              | 5 d'abril de 2008      | Kitt Peak            | Spacewatch        |
| 435493 | 2008 GK75              | 30 de març de 2008     | Kitt Peak            | Spacewatch        |
| 435494 | 2008 GT79              | 7 d'abril de 2008      | Kitt Peak            | Spacewatch        |
| 435495 | 2008 GB80              | 7 d'abril de 2008      | Kitt Peak            | Spacewatch        |
| 435496 | 2008 GR81              | 7 d'abril de 2008      | Kitt Peak            | Spacewatch        |
| 435497 | 2008 GP85              | 3 d'abril de 2008      | Kitt Peak            | Spacewatch        |
| 435498 | 2008 GF90              | 5 de març de 2008      | Kitt Peak            | Spacewatch        |
| 435499 | 2008 GN94              | 28 de març de 2008     | Kitt Peak            | Spacewatch        |
| 435500 | 2008 GK100             | 9 d'abril de 2008      | Kitt Peak            | Spacewatch        |

## 435501– 435600
| Nom    | Designació provisional | Data de descobriment   | Lloc de descobriment | Descobridor/s           |
| ------ | ---------------------- | ---------------------- | -------------------- | ----------------------- |
| 435501 | 2008 GB111             | 11 de març de 2008     | Catalina             | CSS                     |
| 435502 | 2008 GD121             | 13 d'abril de 2008     | Kitt Peak            | Spacewatch              |
| 435503 | 2008 GK122             | 13 d'abril de 2008     | Kitt Peak            | Spacewatch              |
| 435504 | 2008 GS132             | 14 d'abril de 2008     | Kitt Peak            | Spacewatch              |
| 435505 | 2008 HG10              | 24 d'abril de 2008     | Mount Lemmon         | Mt. Lemmon Survey       |
| 435506 | 2008 HK11              | 10 d'abril de 2008     | Kitt Peak            | Spacewatch              |
| 435507 | 2008 HP16              | 25 d'abril de 2008     | Kitt Peak            | Spacewatch              |
| 435508 | 2008 HE23              | 10 de març de 2008     | Kitt Peak            | Spacewatch              |
| 435509 | 2008 HF28              | 28 d'abril de 2008     | Kitt Peak            | Spacewatch              |
| 435510 | 2008 HV28              | 28 d'abril de 2008     | Kitt Peak            | Spacewatch              |
| 435511 | 2008 HP41              | 26 d'abril de 2008     | Mount Lemmon         | Mt. Lemmon Survey       |
| 435512 | 2008 HU47              | 28 d'abril de 2008     | Kitt Peak            | Spacewatch              |
| 435513 | 2008 HQ50              | 29 d'abril de 2008     | Kitt Peak            | Spacewatch              |
| 435514 | 2008 HJ62              | 30 d'abril de 2008     | Kitt Peak            | Spacewatch              |
| 435515 | 2008 HW66              | 26 d'abril de 2008     | Kitt Peak            | Spacewatch              |
| 435516 | 2008 JE10              | 3 de maig de 2008      | Kitt Peak            | Spacewatch              |
| 435517 | 2008 JO10              | 8 d'abril de 2008      | Kitt Peak            | Spacewatch              |
| 435518 | 2008 JR11              | 3 de maig de 2008      | Kitt Peak            | Spacewatch              |
| 435519 | 2008 JQ15              | 2 de maig de 2008      | Kitt Peak            | Spacewatch              |
| 435520 | 2008 JA16              | 3 de maig de 2008      | Mount Lemmon         | Mt. Lemmon Survey       |
| 435521 | 2008 JL34              | 15 d'abril de 2008     | Mount Lemmon         | Mt. Lemmon Survey       |
| 435522 | 2008 JF39              | 4 de maig de 2008      | Kitt Peak            | Spacewatch              |
| 435523 | 2008 KW4               | 27 de maig de 2008     | Kitt Peak            | Spacewatch              |
| 435524 | 2008 KR8               | 3 de maig de 2008      | Kitt Peak            | Spacewatch              |
| 435525 | 2008 KM9               | 27 de maig de 2008     | Kitt Peak            | Spacewatch              |
| 435526 | 2008 KF15              | 27 de maig de 2008     | Kitt Peak            | Spacewatch              |
| 435527 | 2008 KU17              | 28 d'abril de 2008     | Kitt Peak            | Spacewatch              |
| 435528 | 2008 KG25              | 29 de maig de 2008     | Mount Lemmon         | Mt. Lemmon Survey       |
| 435529 | 2008 KK25              | 29 de maig de 2008     | Mount Lemmon         | Mt. Lemmon Survey       |
| 435530 | 2008 KC33              | 4 de maig de 2008      | Kitt Peak            | Spacewatch              |
| 435531 | 2008 KC35              | 27 de maig de 2008     | Kitt Peak            | Spacewatch              |
| 435532 | 2008 KK35              | 27 de maig de 2008     | Kitt Peak            | Spacewatch              |
| 435533 | 2008 LA1               | 24 d'abril de 2008     | Kitt Peak            | Spacewatch              |
| 435534 | 2008 LA17              | 13 de maig de 2008     | Mount Lemmon         | Mt. Lemmon Survey       |
| 435535 | 2008 LG17              | 26 de maig de 2008     | Kitt Peak            | Spacewatch              |
| 435536 | 2008 LN17              | 10 de juny de 2008     | Kitt Peak            | Spacewatch              |
| 435537 | 2008 ME5               | 30 de juny de 2008     | Kitt Peak            | Spacewatch              |
| 435538 | 2008 NW2               | 2 de juliol de 2008    | Kitt Peak            | Spacewatch              |
| 435539 | 2008 OV                | 25 de juliol de 2008   | La Sagra             | OAM                     |
| 435540 | 2008 OS1               | 14 de juny de 2008     | Kitt Peak            | Spacewatch              |
| 435541 | 2008 OF3               | 27 de juliol de 2008   | Bisei SG Center      | BATTeRS                 |
| 435542 | 2008 OH20              | 30 de juliol de 2008   | Kitt Peak            | Spacewatch              |
| 435543 | 2008 OJ23              | 25 de juliol de 2008   | Siding Spring        | Siding Spring Survey    |
| 435544 | 2008 OV23              | 30 de juliol de 2008   | Kitt Peak            | Spacewatch              |
| 435545 | 2008 OC24              | 30 de juliol de 2008   | Catalina             | CSS                     |
| 435546 | 2008 OK25              | 29 de juliol de 2008   | Mount Lemmon         | Mt. Lemmon Survey       |
| 435547 | 2008 PX4               | 5 d'agost de 2008      | Hibiscus             | Hönig, S. F., Teamo, N. |
| 435548 | 2008 QT3               | 24 d'agost de 2008     | Črni Vrh             | Crni Vrh                |
| 435549 | 2008 QZ3               | 24 d'agost de 2008     | Vicques              | Ory, M.                 |
| 435550 | 2008 QY9               | 21 d'agost de 2008     | Kitt Peak            | Spacewatch              |
| 435551 | 2008 QY12              | 7 d'agost de 2008      | Kitt Peak            | Spacewatch              |
| 435552 | 2008 QM14              | 27 d'agost de 2008     | Pises                | Pises                   |
| 435553 | 2008 QB21              | 24 d'agost de 2008     | La Sagra             | OAM                     |
| 435554 | 2008 QO36              | 21 d'agost de 2008     | Kitt Peak            | Spacewatch              |
| 435555 | 2008 QF38              | 23 d'agost de 2008     | Kitt Peak            | Spacewatch              |
| 435556 | 2008 QB40              | 27 d'agost de 2008     | La Sagra             | OAM                     |
| 435557 | 2008 QG48              | 27 d'agost de 2008     | La Sagra             | OAM                     |
| 435558 | 2008 RT3               | 2 de setembre de 2008  | Kitt Peak            | Spacewatch              |
| 435559 | 2008 RW3               | 2 de setembre de 2008  | Kitt Peak            | Spacewatch              |
| 435560 | 2008 RS9               | 3 de setembre de 2008  | Kitt Peak            | Spacewatch              |
| 435561 | 2008 RN25              | 5 de setembre de 2008  | Junk Bond            | Healy, D.               |
| 435562 | 2008 RX27              | 1 de setembre de 2008  | Siding Spring        | Siding Spring Survey    |
| 435563 | 2008 RA29              | 2 de setembre de 2008  | Kitt Peak            | Spacewatch              |
| 435564 | 2008 RQ30              | 2 de setembre de 2008  | Kitt Peak            | Spacewatch              |
| 435565 | 2008 RM39              | 2 de setembre de 2008  | Kitt Peak            | Spacewatch              |
| 435566 | 2008 RN42              | 2 de setembre de 2008  | Kitt Peak            | Spacewatch              |
| 435567 | 2008 RS49              | 29 de juliol de 2008   | Mount Lemmon         | Mt. Lemmon Survey       |
| 435568 | 2008 RU49              | 3 de setembre de 2008  | Kitt Peak            | Spacewatch              |
| 435569 | 2008 RK68              | 4 de setembre de 2008  | Kitt Peak            | Spacewatch              |
| 435570 | 2008 RT68              | 4 de setembre de 2008  | Kitt Peak            | Spacewatch              |
| 435571 | 2008 RY71              | 21 d'agost de 2008     | Kitt Peak            | Spacewatch              |
| 435572 | 2008 RH73              | 21 d'agost de 2008     | Kitt Peak            | Spacewatch              |
| 435573 | 2008 RA82              | 4 de setembre de 2008  | Kitt Peak            | Spacewatch              |
| 435574 | 2008 RD85              | 4 de setembre de 2008  | Kitt Peak            | Spacewatch              |
| 435575 | 2008 RX99              | 2 de setembre de 2008  | Kitt Peak            | Spacewatch              |
| 435576 | 2008 RO105             | 6 de setembre de 2008  | Mount Lemmon         | Mt. Lemmon Survey       |
| 435577 | 2008 RV109             | 3 de setembre de 2008  | Kitt Peak            | Spacewatch              |
| 435578 | 2008 RB113             | 5 de setembre de 2008  | Kitt Peak            | Spacewatch              |
| 435579 | 2008 RJ113             | 5 de setembre de 2008  | Kitt Peak            | Spacewatch              |
| 435580 | 2008 RW114             | 6 de setembre de 2008  | Mount Lemmon         | Mt. Lemmon Survey       |
| 435581 | 2008 RE119             | 3 de setembre de 2008  | Kitt Peak            | Spacewatch              |
| 435582 | 2008 RZ121             | 3 de setembre de 2008  | Kitt Peak            | Spacewatch              |
| 435583 | 2008 RH122             | 3 de setembre de 2008  | Kitt Peak            | Spacewatch              |
| 435584 | 2008 RR122             | 4 de setembre de 2008  | Kitt Peak            | Spacewatch              |
| 435585 | 2008 RP129             | 7 de setembre de 2008  | Mount Lemmon         | Mt. Lemmon Survey       |
| 435586 | 2008 RF130             | 7 de setembre de 2008  | Mount Lemmon         | Mt. Lemmon Survey       |
| 435587 | 2008 RP136             | 4 de setembre de 2008  | Kitt Peak            | Spacewatch              |
| 435588 | 2008 RR139             | 7 de setembre de 2008  | Catalina             | CSS                     |
| 435589 | 2008 RV139             | 7 de setembre de 2008  | Mount Lemmon         | Mt. Lemmon Survey       |
| 435590 | 2008 RW140             | 9 de setembre de 2008  | Mount Lemmon         | Mt. Lemmon Survey       |
| 435591 | 2008 SY2               | 19 de setembre de 2008 | Socorro              | LINEAR                  |
| 435592 | 2008 SJ8               | 5 de setembre de 2008  | Kitt Peak            | Spacewatch              |
| 435593 | 2008 SL9               | 4 de setembre de 2003  | Kitt Peak            | Spacewatch              |
| 435594 | 2008 SY9               | 22 de setembre de 2008 | Socorro              | LINEAR                  |
| 435595 | 2008 SN11              | 6 de setembre de 2008  | Kitt Peak            | Spacewatch              |
| 435596 | 2008 SJ14              | 29 de juliol de 2008   | Kitt Peak            | Spacewatch              |
| 435597 | 2008 SB21              | 19 de setembre de 2008 | Kitt Peak            | Spacewatch              |
| 435598 | 2008 SB36              | 20 de setembre de 2008 | Kitt Peak            | Spacewatch              |
| 435599 | 2008 SQ39              | 20 de setembre de 2008 | Kitt Peak            | Spacewatch              |
| 435600 | 2008 SK45              | 20 de setembre de 2008 | Kitt Peak            | Spacewatch              |

## 435601– 435700
| Nom    | Designació provisional | Data de descobriment   | Lloc de descobriment | Descobridor/s        |
| ------ | ---------------------- | ---------------------- | -------------------- | -------------------- |
| 435601 | 2008 SL45              | 20 de setembre de 2008 | Kitt Peak            | Spacewatch           |
| 435602 | 2008 SN54              | 20 de setembre de 2008 | Mount Lemmon         | Mt. Lemmon Survey    |
| 435603 | 2008 SF55              | 20 de setembre de 2008 | Mount Lemmon         | Mt. Lemmon Survey    |
| 435604 | 2008 SC59              | 20 de setembre de 2008 | Kitt Peak            | Spacewatch           |
| 435605 | 2008 SG61              | 20 de setembre de 2008 | Kitt Peak            | Spacewatch           |
| 435606 | 2008 SE62              | 9 de setembre de 2008  | Mount Lemmon         | Mt. Lemmon Survey    |
| 435607 | 2008 SN63              | 7 de setembre de 2008  | Mount Lemmon         | Mt. Lemmon Survey    |
| 435608 | 2008 SL66              | 21 de setembre de 2008 | Catalina             | CSS                  |
| 435609 | 2008 SX68              | 22 de setembre de 2008 | Kitt Peak            | Spacewatch           |
| 435610 | 2008 SA70              | 6 d'agost de 2008      | Siding Spring        | Siding Spring Survey |
| 435611 | 2008 SK71              | 22 de setembre de 2008 | Kitt Peak            | Spacewatch           |
| 435612 | 2008 SU77              | 23 de setembre de 2008 | Mount Lemmon         | Mt. Lemmon Survey    |
| 435613 | 2008 SP83              | 27 de setembre de 2008 | Altschwendt          | Ries, W.             |
| 435614 | 2008 SP86              | 20 de setembre de 2008 | Kitt Peak            | Spacewatch           |
| 435615 | 2008 SO95              | 21 de setembre de 2008 | Kitt Peak            | Spacewatch           |
| 435616 | 2008 SJ100             | 21 de setembre de 2008 | Kitt Peak            | Spacewatch           |
| 435617 | 2008 SL101             | 21 de setembre de 2008 | Kitt Peak            | Spacewatch           |
| 435618 | 2008 SW104             | 21 de setembre de 2008 | Kitt Peak            | Spacewatch           |
| 435619 | 2008 SF105             | 21 de setembre de 2008 | Kitt Peak            | Spacewatch           |
| 435620 | 2008 SP107             | 22 de setembre de 2008 | Kitt Peak            | Spacewatch           |
| 435621 | 2008 SJ114             | 22 de setembre de 2008 | Kitt Peak            | Spacewatch           |
| 435622 | 2008 SX119             | 22 de setembre de 2008 | Mount Lemmon         | Mt. Lemmon Survey    |
| 435623 | 2008 SA121             | 22 de setembre de 2008 | Mount Lemmon         | Mt. Lemmon Survey    |
| 435624 | 2008 SG121             | 22 de setembre de 2008 | Mount Lemmon         | Mt. Lemmon Survey    |
| 435625 | 2008 SA123             | 22 de setembre de 2008 | Mount Lemmon         | Mt. Lemmon Survey    |
| 435626 | 2008 SB123             | 22 de setembre de 2008 | Mount Lemmon         | Mt. Lemmon Survey    |
| 435627 | 2008 SU125             | 22 de setembre de 2008 | Mount Lemmon         | Mt. Lemmon Survey    |
| 435628 | 2008 SJ128             | 22 de setembre de 2008 | Kitt Peak            | Spacewatch           |
| 435629 | 2008 SS128             | 22 de setembre de 2008 | Kitt Peak            | Spacewatch           |
| 435630 | 2008 SR129             | 22 de setembre de 2008 | Kitt Peak            | Spacewatch           |
| 435631 | 2008 SE133             | 22 de setembre de 2008 | Kitt Peak            | Spacewatch           |
| 435632 | 2008 SB137             | 23 de setembre de 2008 | Mount Lemmon         | Mt. Lemmon Survey    |
| 435633 | 2008 SW141             | 24 de setembre de 2008 | Mount Lemmon         | Mt. Lemmon Survey    |
| 435634 | 2008 SX141             | 24 de setembre de 2008 | Mount Lemmon         | Mt. Lemmon Survey    |
| 435635 | 2008 SJ155             | 23 de setembre de 2008 | Socorro              | LINEAR               |
| 435636 | 2008 SM158             | 24 de setembre de 2008 | Socorro              | LINEAR               |
| 435637 | 2008 SB164             | 28 de setembre de 2008 | Socorro              | LINEAR               |
| 435638 | 2008 SA172             | 14 de març de 2007     | Catalina             | CSS                  |
| 435639 | 2008 SX187             | 25 de setembre de 2008 | Kitt Peak            | Spacewatch           |
| 435640 | 2008 ST193             | 25 de setembre de 2008 | Kitt Peak            | Spacewatch           |
| 435641 | 2008 SX193             | 25 de setembre de 2008 | Kitt Peak            | Spacewatch           |
| 435642 | 2008 SH204             | 26 de setembre de 2008 | Kitt Peak            | Spacewatch           |
| 435643 | 2008 SF210             | 2 de setembre de 2008  | Kitt Peak            | Spacewatch           |
| 435644 | 2008 SN219             | 5 de setembre de 2008  | Kitt Peak            | Spacewatch           |
| 435645 | 2008 SY224             | 26 de setembre de 2008 | Kitt Peak            | Spacewatch           |
| 435646 | 2008 SR225             | 26 de setembre de 2008 | Kitt Peak            | Spacewatch           |
| 435647 | 2008 SB232             | 28 de setembre de 2008 | Mount Lemmon         | Mt. Lemmon Survey    |
| 435648 | 2008 SL237             | 29 de setembre de 2008 | Mount Lemmon         | Mt. Lemmon Survey    |
| 435649 | 2008 SX239             | 21 de setembre de 2008 | Kitt Peak            | Spacewatch           |
| 435650 | 2008 SA245             | 2 de setembre de 2008  | Kitt Peak            | Spacewatch           |
| 435651 | 2008 SR258             | 22 de setembre de 2008 | Catalina             | CSS                  |
| 435652 | 2008 SF263             | 24 de setembre de 2008 | Kitt Peak            | Spacewatch           |
| 435653 | 2008 SA266             | 29 de setembre de 2008 | Kitt Peak            | Spacewatch           |
| 435654 | 2008 SP269             | 22 de setembre de 2008 | Kitt Peak            | Spacewatch           |
| 435655 | 2008 SY269             | 23 de setembre de 2008 | Kitt Peak            | Spacewatch           |
| 435656 | 2008 SC270             | 23 de setembre de 2008 | Catalina             | CSS                  |
| 435657 | 2008 SV271             | 23 de setembre de 2008 | Mount Lemmon         | Mt. Lemmon Survey    |
| 435658 | 2008 SG274             | 19 de setembre de 2008 | Kitt Peak            | Spacewatch           |
| 435659 | 2008 SN274             | 20 de setembre de 2008 | Mount Lemmon         | Mt. Lemmon Survey    |
| 435660 | 2008 SW278             | 25 de setembre de 2008 | Kitt Peak            | Spacewatch           |
| 435661 | 2008 SY279             | 24 de setembre de 2008 | Kitt Peak            | Spacewatch           |
| 435662 | 2008 SN282             | 22 de setembre de 2008 | Kitt Peak            | Spacewatch           |
| 435663 | 2008 SJ288             | 23 de setembre de 2008 | Kitt Peak            | Spacewatch           |
| 435664 | 2008 ST288             | 24 de setembre de 2008 | Mount Lemmon         | Mt. Lemmon Survey    |
| 435665 | 2008 SN290             | 29 de setembre de 2008 | Kitt Peak            | Spacewatch           |
| 435666 | 2008 SE291             | 20 de setembre de 2008 | Mount Lemmon         | Mt. Lemmon Survey    |
| 435667 | 2008 SY292             | 24 de setembre de 2008 | Catalina             | CSS                  |
| 435668 | 2008 SF304             | 24 de setembre de 2008 | Mount Lemmon         | Mt. Lemmon Survey    |
| 435669 | 2008 SR306             | 28 de setembre de 2008 | Mount Lemmon         | Mt. Lemmon Survey    |
| 435670 | 2008 TK2               | 23 de setembre de 2008 | Catalina             | CSS                  |
| 435671 | 2008 TP2               | 4 d'octubre de 2008    | La Sagra             | OAM                  |
| 435672 | 2008 TO3               | 5 d'octubre de 2008    | Hibiscus             | Teamo, N.            |
| 435673 | 2008 TM18              | 9 de setembre de 2008  | Mount Lemmon         | Mt. Lemmon Survey    |
| 435674 | 2008 TT27              | 19 de setembre de 2008 | Kitt Peak            | Spacewatch           |
| 435675 | 2008 TT31              | 1 d'octubre de 2008    | Kitt Peak            | Spacewatch           |
| 435676 | 2008 TO37              | 1 d'octubre de 2008    | Mount Lemmon         | Mt. Lemmon Survey    |
| 435677 | 2008 TX46              | 1 d'octubre de 2008    | Kitt Peak            | Spacewatch           |
| 435678 | 2008 TD47              | 1 d'octubre de 2008    | Kitt Peak            | Spacewatch           |
| 435679 | 2008 TB60              | 24 de setembre de 2008 | Kitt Peak            | Spacewatch           |
| 435680 | 2008 TY62              | 22 de setembre de 2008 | Mount Lemmon         | Mt. Lemmon Survey    |
| 435681 | 2008 TK63              | 22 de setembre de 2008 | Mount Lemmon         | Mt. Lemmon Survey    |
| 435682 | 2008 TU66              | 25 de març de 2006     | Mount Lemmon         | Mt. Lemmon Survey    |
| 435683 | 2008 TW68              | 2 d'octubre de 2008    | Kitt Peak            | Spacewatch           |
| 435684 | 2008 TS75              | 22 de setembre de 2008 | Mount Lemmon         | Mt. Lemmon Survey    |
| 435685 | 2008 TV78              | 2 de juliol de 2000    | Kitt Peak            | Spacewatch           |
| 435686 | 2008 TV90              | 3 d'octubre de 2008    | Kitt Peak            | Spacewatch           |
| 435687 | 2008 TO95              | 22 de setembre de 2008 | Catalina             | CSS                  |
| 435688 | 2008 TH96              | 6 d'octubre de 2008    | Kitt Peak            | Spacewatch           |
| 435689 | 2008 TM103             | 6 d'octubre de 2008    | Kitt Peak            | Spacewatch           |
| 435690 | 2008 TN104             | 6 d'octubre de 2008    | Kitt Peak            | Spacewatch           |
| 435691 | 2008 TX110             | 6 d'octubre de 2008    | Catalina             | CSS                  |
| 435692 | 2008 TJ114             | 23 de setembre de 2008 | Kitt Peak            | Spacewatch           |
| 435693 | 2008 TQ122             | 7 de setembre de 2008  | Mount Lemmon         | Mt. Lemmon Survey    |
| 435694 | 2008 TN128             | 10 de novembre de 2004 | Kitt Peak            | Spacewatch           |
| 435695 | 2008 TX132             | 8 d'octubre de 2008    | Mount Lemmon         | Mt. Lemmon Survey    |
| 435696 | 2008 TT135             | 8 d'octubre de 2008    | Kitt Peak            | Spacewatch           |
| 435697 | 2008 TU139             | 8 d'octubre de 2008    | Mount Lemmon         | Mt. Lemmon Survey    |
| 435698 | 2008 TE142             | 24 de febrer de 2006   | Kitt Peak            | Spacewatch           |
| 435699 | 2008 TQ142             | 9 d'octubre de 2008    | Mount Lemmon         | Mt. Lemmon Survey    |
| 435700 | 2008 TW146             | 9 d'octubre de 2008    | Mount Lemmon         | Mt. Lemmon Survey    |

## 435701– 435800
| Nom    | Designació provisional | Data de descobriment   | Lloc de descobriment | Descobridor/s     |
| ------ | ---------------------- | ---------------------- | -------------------- | ----------------- |
| 435701 | 2008 TF148             | 9 d'octubre de 2008    | Mount Lemmon         | Mt. Lemmon Survey |
| 435702 | 2008 TY149             | 9 d'octubre de 2008    | Mount Lemmon         | Mt. Lemmon Survey |
| 435703 | 2008 TV151             | 28 de setembre de 2008 | Mount Lemmon         | Mt. Lemmon Survey |
| 435704 | 2008 TQ165             | 4 d'octubre de 2008    | Catalina             | CSS               |
| 435705 | 2008 TX170             | 9 d'octubre de 2008    | Mount Lemmon         | Mt. Lemmon Survey |
| 435706 | 2008 TT172             | 4 d'octubre de 2008    | Mount Lemmon         | Mt. Lemmon Survey |
| 435707 | 2008 TG173             | 2 d'octubre de 2008    | Kitt Peak            | Spacewatch        |
| 435708 | 2008 TB176             | 10 d'octubre de 2008   | Kitt Peak            | Spacewatch        |
| 435709 | 2008 UF2               | 19 d'octubre de 2008   | Farra d'Isonzo       | Farra d'Isonzo    |
| 435710 | 2008 UL8               | 24 d'agost de 2008     | Kitt Peak            | Spacewatch        |
| 435711 | 2008 UP17              | 2 de maig de 2006      | Mount Lemmon         | Mt. Lemmon Survey |
| 435712 | 2008 UO21              | 19 d'octubre de 2008   | Kitt Peak            | Spacewatch        |
| 435713 | 2008 UF26              | 24 de març de 2006     | Anderson Mesa        | LONEOS            |
| 435714 | 2008 UZ26              | 20 d'octubre de 2008   | Kitt Peak            | Spacewatch        |
| 435715 | 2008 UQ32              | 20 d'octubre de 2008   | Kitt Peak            | Spacewatch        |
| 435716 | 2008 UC33              | 20 d'octubre de 2008   | Kitt Peak            | Spacewatch        |
| 435717 | 2008 UO39              | 20 d'octubre de 2008   | Mount Lemmon         | Mt. Lemmon Survey |
| 435718 | 2008 UV46              | 20 d'octubre de 2008   | Kitt Peak            | Spacewatch        |
| 435719 | 2008 UF47              | 20 d'octubre de 2008   | Kitt Peak            | Spacewatch        |
| 435720 | 2008 UO47              | 20 d'octubre de 2008   | Kitt Peak            | Spacewatch        |
| 435721 | 2008 UY52              | 24 de setembre de 2008 | Mount Lemmon         | Mt. Lemmon Survey |
| 435722 | 2008 UJ53              | 22 de setembre de 2008 | Mount Lemmon         | Mt. Lemmon Survey |
| 435723 | 2008 UP61              | 21 d'octubre de 2008   | Kitt Peak            | Spacewatch        |
| 435724 | 2008 UR73              | 21 d'octubre de 2008   | Kitt Peak            | Spacewatch        |
| 435725 | 2008 UC77              | 29 de setembre de 2008 | Mount Lemmon         | Mt. Lemmon Survey |
| 435726 | 2008 UY77              | 24 de setembre de 2008 | Mount Lemmon         | Mt. Lemmon Survey |
| 435727 | 2008 UU78              | 2 de setembre de 2008  | Kitt Peak            | Spacewatch        |
| 435728 | 2008 UA84              | 22 d'octubre de 2008   | Lulin                | LUSS              |
| 435729 | 2008 UE85              | 23 d'octubre de 2008   | Kitt Peak            | Spacewatch        |
| 435730 | 2008 UK90              | 27 d'octubre de 2008   | Mount Lemmon         | Mt. Lemmon Survey |
| 435731 | 2008 UL95              | 1 d'octubre de 2008    | Kitt Peak            | Spacewatch        |
| 435732 | 2008 UY108             | 21 d'octubre de 2008   | Kitt Peak            | Spacewatch        |
| 435733 | 2008 UO109             | 5 de setembre de 2008  | Kitt Peak            | Spacewatch        |
| 435734 | 2008 UV115             | 30 de setembre de 2008 | Mount Lemmon         | Mt. Lemmon Survey |
| 435735 | 2008 UN121             | 22 d'octubre de 2008   | Kitt Peak            | Spacewatch        |
| 435736 | 2008 UU125             | 22 d'octubre de 2008   | Kitt Peak            | Spacewatch        |
| 435737 | 2008 UA128             | 3 de novembre de 2004  | Kitt Peak            | Spacewatch        |
| 435738 | 2008 UH130             | 2 d'octubre de 2008    | Kitt Peak            | Spacewatch        |
| 435739 | 2008 UB131             | 9 d'octubre de 2008    | Kitt Peak            | Spacewatch        |
| 435740 | 2008 UB132             | 23 d'octubre de 2008   | Kitt Peak            | Spacewatch        |
| 435741 | 2008 UF134             | 1 d'octubre de 2008    | Mount Lemmon         | Mt. Lemmon Survey |
| 435742 | 2008 UY134             | 23 d'octubre de 2008   | Kitt Peak            | Spacewatch        |
| 435743 | 2008 UT137             | 23 d'octubre de 2008   | Kitt Peak            | Spacewatch        |
| 435744 | 2008 UB144             | 6 de setembre de 2008  | Catalina             | CSS               |
| 435745 | 2008 UX144             | 22 de setembre de 2008 | Mount Lemmon         | Mt. Lemmon Survey |
| 435746 | 2008 UO146             | 23 d'octubre de 2008   | Kitt Peak            | Spacewatch        |
| 435747 | 2008 UA154             | 22 de setembre de 2008 | Mount Lemmon         | Mt. Lemmon Survey |
| 435748 | 2008 UP154             | 23 d'octubre de 2008   | Mount Lemmon         | Mt. Lemmon Survey |
| 435749 | 2008 UH156             | 23 d'octubre de 2008   | Kitt Peak            | Spacewatch        |
| 435750 | 2008 UA160             | 23 d'octubre de 2008   | Kitt Peak            | Spacewatch        |
| 435751 | 2008 US160             | 23 d'octubre de 2008   | Kitt Peak            | Spacewatch        |
| 435752 | 2008 UO167             | 24 d'octubre de 2008   | Kitt Peak            | Spacewatch        |
| 435753 | 2008 UZ178             | 24 d'octubre de 2008   | Catalina             | CSS               |
| 435754 | 2008 UP180             | 24 d'octubre de 2008   | Kitt Peak            | Spacewatch        |
| 435755 | 2008 UN187             | 24 d'octubre de 2008   | Kitt Peak            | Spacewatch        |
| 435756 | 2008 UH192             | 25 d'octubre de 2008   | Catalina             | CSS               |
| 435757 | 2008 UY193             | 29 de setembre de 2008 | Mount Lemmon         | Mt. Lemmon Survey |
| 435758 | 2008 US202             | 23 de setembre de 2008 | Catalina             | CSS               |
| 435759 | 2008 UW204             | 23 de setembre de 2008 | Catalina             | CSS               |
| 435760 | 2008 UB208             | 9 d'octubre de 2008    | Kitt Peak            | Spacewatch        |
| 435761 | 2008 UA209             | 22 de setembre de 2008 | Mount Lemmon         | Mt. Lemmon Survey |
| 435762 | 2008 UG210             | 23 d'octubre de 2008   | Kitt Peak            | Spacewatch        |
| 435763 | 2008 US215             | 24 d'octubre de 2008   | Catalina             | CSS               |
| 435764 | 2008 UC244             | 26 d'octubre de 2008   | Kitt Peak            | Spacewatch        |
| 435765 | 2008 UD257             | 8 d'octubre de 2008    | Catalina             | CSS               |
| 435766 | 2008 UG257             | 27 d'octubre de 2008   | Kitt Peak            | Spacewatch        |
| 435767 | 2008 UM261             | 9 d'octubre de 2008    | Mount Lemmon         | Mt. Lemmon Survey |
| 435768 | 2008 UU261             | 27 d'octubre de 2008   | Kitt Peak            | Spacewatch        |
| 435769 | 2008 UA268             | 25 de setembre de 2008 | Kitt Peak            | Spacewatch        |
| 435770 | 2008 UJ277             | 24 de març de 2006     | Kitt Peak            | Spacewatch        |
| 435771 | 2008 UX283             | 28 d'octubre de 2008   | Kitt Peak            | Spacewatch        |
| 435772 | 2008 UF285             | 6 de setembre de 2008  | Mount Lemmon         | Mt. Lemmon Survey |
| 435773 | 2008 UP285             | 7 d'octubre de 2008    | Kitt Peak            | Spacewatch        |
| 435774 | 2008 US287             | 28 d'octubre de 2008   | Mount Lemmon         | Mt. Lemmon Survey |
| 435775 | 2008 UC292             | 23 de setembre de 2008 | Mount Lemmon         | Mt. Lemmon Survey |
| 435776 | 2008 UM295             | 2 d'octubre de 2008    | Mount Lemmon         | Mt. Lemmon Survey |
| 435777 | 2008 UV297             | 29 d'octubre de 2008   | Kitt Peak            | Spacewatch        |
| 435778 | 2008 UK300             | 29 de setembre de 2008 | Mount Lemmon         | Mt. Lemmon Survey |
| 435779 | 2008 UX308             | 22 d'octubre de 2008   | Kitt Peak            | Spacewatch        |
| 435780 | 2008 UC310             | 30 d'octubre de 2008   | Catalina             | CSS               |
| 435781 | 2008 UD310             | 6 d'octubre de 2008    | Socorro              | LINEAR            |
| 435782 | 2008 UU313             | 29 de setembre de 2008 | Mount Lemmon         | Mt. Lemmon Survey |
| 435783 | 2008 UX314             | 30 d'octubre de 2008   | Mount Lemmon         | Mt. Lemmon Survey |
| 435784 | 2008 UR328             | 24 de setembre de 2008 | Kitt Peak            | Spacewatch        |
| 435785 | 2008 UW337             | 20 d'octubre de 2008   | Kitt Peak            | Spacewatch        |
| 435786 | 2008 UX339             | 23 d'octubre de 2008   | Kitt Peak            | Spacewatch        |
| 435787 | 2008 UK344             | 30 d'octubre de 2008   | Catalina             | CSS               |
| 435788 | 2008 UB346             | 26 d'octubre de 2008   | Mount Lemmon         | Mt. Lemmon Survey |
| 435789 | 2008 UO349             | 29 de setembre de 2008 | Kitt Peak            | Spacewatch        |
| 435790 | 2008 UW352             | 28 d'octubre de 2008   | Kitt Peak            | Spacewatch        |
| 435791 | 2008 UL355             | 24 d'octubre de 2008   | Kitt Peak            | Spacewatch        |
| 435792 | 2008 UO358             | 26 d'octubre de 2008   | Mount Lemmon         | Mt. Lemmon Survey |
| 435793 | 2008 UZ358             | 27 d'octubre de 2008   | Kitt Peak            | Spacewatch        |
| 435794 | 2008 UA360             | 29 d'octubre de 2008   | Kitt Peak            | Spacewatch        |
| 435795 | 2008 UB365             | 9 d'octubre de 2008    | Catalina             | CSS               |
| 435796 | 2008 VE4               | 29 d'octubre de 2008   | Kitt Peak            | Spacewatch        |
| 435797 | 2008 VM4               | 4 de novembre de 2008  | Tzec Maun            | Schwab, E.        |
| 435798 | 2008 VL6               | 1 de novembre de 2008  | Kitt Peak            | Spacewatch        |
| 435799 | 2008 VU11              | 10 d'octubre de 2008   | Mount Lemmon         | Mt. Lemmon Survey |
| 435800 | 2008 VA18              | 29 de setembre de 2008 | Kitt Peak            | Spacewatch        |

## 435801– 435900
| Nom    | Designació provisional | Data de descobriment   | Lloc de descobriment | Descobridor/s     |
| ------ | ---------------------- | ---------------------- | -------------------- | ----------------- |
| 435801 | 2008 VB22              | 1 de novembre de 2008  | Mount Lemmon         | Mt. Lemmon Survey |
| 435802 | 2008 VJ48              | 3 de novembre de 2008  | Kitt Peak            | Spacewatch        |
| 435803 | 2008 VE50              | 4 de novembre de 2008  | Catalina             | CSS               |
| 435804 | 2008 VH52              | 23 de setembre de 2008 | Kitt Peak            | Spacewatch        |
| 435805 | 2008 VH56              | 6 de novembre de 2008  | Mount Lemmon         | Mt. Lemmon Survey |
| 435806 | 2008 VE60              | 22 d'octubre de 2008   | Kitt Peak            | Spacewatch        |
| 435807 | 2008 VV60              | 8 de novembre de 2008  | Kitt Peak            | Spacewatch        |
| 435808 | 2008 VL65              | 1 d'octubre de 2008    | Mount Lemmon         | Mt. Lemmon Survey |
| 435809 | 2008 VU70              | 8 de novembre de 2008  | Kitt Peak            | Spacewatch        |
| 435810 | 2008 VH78              | 7 de novembre de 2008  | Mount Lemmon         | Mt. Lemmon Survey |
| 435811 | 2008 WN1               | 18 de novembre de 2008 | Socorro              | LINEAR            |
| 435812 | 2008 WS1               | 18 de novembre de 2008 | Socorro              | LINEAR            |
| 435813 | 2008 WG10              | 6 de setembre de 2008  | Mount Lemmon         | Mt. Lemmon Survey |
| 435814 | 2008 WN16              | 17 de novembre de 2008 | Kitt Peak            | Spacewatch        |
| 435815 | 2008 WW17              | 22 de setembre de 2008 | Mount Lemmon         | Mt. Lemmon Survey |
| 435816 | 2008 WF23              | 20 de novembre de 2004 | Kitt Peak            | Spacewatch        |
| 435817 | 2008 WN31              | 19 de novembre de 2008 | Mount Lemmon         | Mt. Lemmon Survey |
| 435818 | 2008 WL32              | 21 de novembre de 2008 | Socorro              | LINEAR            |
| 435819 | 2008 WJ37              | 17 de novembre de 2008 | Kitt Peak            | Spacewatch        |
| 435820 | 2008 WL37              | 17 de novembre de 2008 | Kitt Peak            | Spacewatch        |
| 435821 | 2008 WC40              | 17 de novembre de 2008 | Kitt Peak            | Spacewatch        |
| 435822 | 2008 WE41              | 27 de setembre de 2008 | Mount Lemmon         | Mt. Lemmon Survey |
| 435823 | 2008 WC61              | 23 de novembre de 2008 | Socorro              | LINEAR            |
| 435824 | 2008 WQ61              | 23 d'octubre de 2008   | Mount Lemmon         | Mt. Lemmon Survey |
| 435825 | 2008 WL65              | 17 de novembre de 2008 | Kitt Peak            | Spacewatch        |
| 435826 | 2008 WL66              | 21 d'octubre de 2008   | Kitt Peak            | Spacewatch        |
| 435827 | 2008 WG67              | 3 d'octubre de 2008    | Mount Lemmon         | Mt. Lemmon Survey |
| 435828 | 2008 WC70              | 6 de novembre de 2008  | Mount Lemmon         | Mt. Lemmon Survey |
| 435829 | 2008 WF70              | 18 de novembre de 2008 | Kitt Peak            | Spacewatch        |
| 435830 | 2008 WB75              | 9 d'octubre de 2008    | Kitt Peak            | Spacewatch        |
| 435831 | 2008 WL75              | 20 de novembre de 2008 | Kitt Peak            | Spacewatch        |
| 435832 | 2008 WP75              | 9 de setembre de 2008  | Mount Lemmon         | Mt. Lemmon Survey |
| 435833 | 2008 WT76              | 25 d'octubre de 2008   | Mount Lemmon         | Mt. Lemmon Survey |
| 435834 | 2008 WL81              | 20 de novembre de 2008 | Kitt Peak            | Spacewatch        |
| 435835 | 2008 WC82              | 1 de novembre de 2008  | Kitt Peak            | Spacewatch        |
| 435836 | 2008 WD83              | 7 de novembre de 2008  | Mount Lemmon         | Mt. Lemmon Survey |
| 435837 | 2008 WU87              | 21 de novembre de 2008 | Mount Lemmon         | Mt. Lemmon Survey |
| 435838 | 2008 WW87              | 6 d'octubre de 2008    | Mount Lemmon         | Mt. Lemmon Survey |
| 435839 | 2008 WF89              | 21 de novembre de 2008 | Mount Lemmon         | Mt. Lemmon Survey |
| 435840 | 2008 WS94              | 6 d'octubre de 2008    | Mount Lemmon         | Mt. Lemmon Survey |
| 435841 | 2008 WD102             | 28 d'octubre de 2008   | Socorro              | LINEAR            |
| 435842 | 2008 WA105             | 30 d'octubre de 2008   | Kitt Peak            | Spacewatch        |
| 435843 | 2008 WC106             | 8 de novembre de 2008  | Kitt Peak            | Spacewatch        |
| 435844 | 2008 WW112             | 30 d'octubre de 2008   | Kitt Peak            | Spacewatch        |
| 435845 | 2008 WQ114             | 31 d'octubre de 2008   | Kitt Peak            | Spacewatch        |
| 435846 | 2008 WT117             | 22 de novembre de 2008 | Kitt Peak            | Spacewatch        |
| 435847 | 2008 WL118             | 30 de novembre de 2008 | Mount Lemmon         | Mt. Lemmon Survey |
| 435848 | 2008 WJ123             | 30 de novembre de 2008 | Kitt Peak            | Spacewatch        |
| 435849 | 2008 WF128             | 19 de novembre de 2008 | Mount Lemmon         | Mt. Lemmon Survey |
| 435850 | 2008 WC129             | 24 de novembre de 2008 | Mount Lemmon         | Mt. Lemmon Survey |
| 435851 | 2008 WS132             | 1 d'octubre de 2008    | Catalina             | CSS               |
| 435852 | 2008 WF135             | 18 de novembre de 2008 | Socorro              | LINEAR            |
| 435853 | 2008 WL135             | 18 de novembre de 2008 | Kitt Peak            | Spacewatch        |
| 435854 | 2008 WQ136             | 20 de novembre de 2008 | Kitt Peak            | Spacewatch        |
| 435855 | 2008 WK138             | 17 de novembre de 1999 | Catalina             | CSS               |
| 435856 | 2008 WV138             | 21 de novembre de 2008 | Mount Lemmon         | Mt. Lemmon Survey |
| 435857 | 2008 WP140             | 18 de novembre de 2008 | Catalina             | CSS               |
| 435858 | 2008 XR12              | 9 de novembre de 2008  | Mount Lemmon         | Mt. Lemmon Survey |
| 435859 | 2008 XZ29              | 28 d'octubre de 2008   | Catalina             | CSS               |
| 435860 | 2008 XV30              | 2 de desembre de 2008  | Kitt Peak            | Spacewatch        |
| 435861 | 2008 XE39              | 19 de novembre de 2008 | Mount Lemmon         | Mt. Lemmon Survey |
| 435862 | 2008 XW43              | 2 de desembre de 2008  | Kitt Peak            | Spacewatch        |
| 435863 | 2008 YC2               | 20 de desembre de 2008 | Socorro              | LINEAR            |
| 435864 | 2008 YZ8               | 23 de desembre de 2008 | Piszkéstető          | Sárneczky, K.     |
| 435865 | 2008 YP12              | 19 de novembre de 2008 | Mount Lemmon         | Mt. Lemmon Survey |
| 435866 | 2008 YX26              | 27 d'octubre de 2003   | Kitt Peak            | Spacewatch        |
| 435867 | 2008 YH46              | 29 de desembre de 2008 | Mount Lemmon         | Mt. Lemmon Survey |
| 435868 | 2008 YO48              | 29 de desembre de 2008 | Mount Lemmon         | Mt. Lemmon Survey |
| 435869 | 2008 YS49              | 29 de desembre de 2008 | Mount Lemmon         | Mt. Lemmon Survey |
| 435870 | 2008 YM55              | 21 de desembre de 2008 | Mount Lemmon         | Mt. Lemmon Survey |
| 435871 | 2008 YH58              | 13 de setembre de 2007 | Mount Lemmon         | Mt. Lemmon Survey |
| 435872 | 2008 YB78              | 30 de desembre de 2008 | Mount Lemmon         | Mt. Lemmon Survey |
| 435873 | 2008 YX99              | 29 de desembre de 2008 | Kitt Peak            | Spacewatch        |
| 435874 | 2008 YJ101             | 11 de setembre de 2007 | Catalina             | CSS               |
| 435875 | 2008 YW115             | 21 de desembre de 2008 | Mount Lemmon         | Mt. Lemmon Survey |
| 435876 | 2008 YG122             | 30 de desembre de 2008 | Kitt Peak            | Spacewatch        |
| 435877 | 2008 YE128             | 21 de desembre de 2008 | Kitt Peak            | Spacewatch        |
| 435878 | 2008 YD130             | 4 de desembre de 2008  | Mount Lemmon         | Mt. Lemmon Survey |
| 435879 | 2008 YC135             | 30 de desembre de 2008 | Kitt Peak            | Spacewatch        |
| 435880 | 2008 YZ137             | 30 de desembre de 2008 | Kitt Peak            | Spacewatch        |
| 435881 | 2008 YV138             | 30 de desembre de 2008 | Mount Lemmon         | Mt. Lemmon Survey |
| 435882 | 2008 YT144             | 30 de desembre de 2008 | Kitt Peak            | Spacewatch        |
| 435883 | 2008 YE157             | 22 de desembre de 2008 | Kitt Peak            | Spacewatch        |
| 435884 | 2008 YK159             | 30 de desembre de 2008 | Mount Lemmon         | Mt. Lemmon Survey |
| 435885 | 2008 YA160             | 30 de desembre de 2008 | Catalina             | CSS               |
| 435886 | 2008 YL160             | 30 de desembre de 2008 | Mount Lemmon         | Mt. Lemmon Survey |
| 435887 | 2008 YX162             | 22 de desembre de 2008 | Mount Lemmon         | Mt. Lemmon Survey |
| 435888 | 2008 YJ165             | 21 de novembre de 2008 | Catalina             | CSS               |
| 435889 | 2008 YU168             | 21 de desembre de 2008 | Kitt Peak            | Spacewatch        |
| 435890 | 2008 YT169             | 31 de desembre de 2008 | Mount Lemmon         | Mt. Lemmon Survey |
| 435891 | 2008 YD172             | 30 de desembre de 2008 | Mount Lemmon         | Mt. Lemmon Survey |
| 435892 | 2009 AE8               | 2 de gener de 2009     | Catalina             | CSS               |
| 435893 | 2009 AV12              | 22 de desembre de 2008 | Mount Lemmon         | Mt. Lemmon Survey |
| 435894 | 2009 AL26              | 2 de gener de 2009     | Kitt Peak            | Spacewatch        |
| 435895 | 2009 AN30              | 15 de gener de 2009    | Kitt Peak            | Spacewatch        |
| 435896 | 2009 AA34              | 29 de desembre de 2008 | Mount Lemmon         | Mt. Lemmon Survey |
| 435897 | 2009 AP37              | 15 de gener de 2009    | Kitt Peak            | Spacewatch        |
| 435898 | 2009 AT44              | 15 de gener de 2009    | Kitt Peak            | Spacewatch        |
| 435899 | 2009 AG45              | 15 de gener de 2009    | Kitt Peak            | Spacewatch        |
| 435900 | 2009 AM46              | 1 de gener de 2009     | Kitt Peak            | Spacewatch        |

## 435901– 436000
| Nom    | Designació provisional | Data de descobriment   | Lloc de descobriment | Descobridor/s               |
| ------ | ---------------------- | ---------------------- | -------------------- | --------------------------- |
| 435901 | 2009 BU                | 16 de gener de 2009    | Mayhill              | Lowe, A.                    |
| 435902 | 2009 BZ1               | 17 de gener de 2009    | Catalina             | CSS                         |
| 435903 | 2009 BC7               | 18 de gener de 2009    | Socorro              | LINEAR                      |
| 435904 | 2009 BK9               | 18 de gener de 2009    | Socorro              | LINEAR                      |
| 435905 | 2009 BN10              | 22 de gener de 2009    | Mayhill              | Lowe, A.                    |
| 435906 | 2009 BD14              | 28 de gener de 2009    | Tzec Maun            | Tozzi, F.                   |
| 435907 | 2009 BV24              | 17 de gener de 2009    | Kitt Peak            | Spacewatch                  |
| 435908 | 2009 BL29              | 23 de novembre de 2008 | Mount Lemmon         | Mt. Lemmon Survey           |
| 435909 | 2009 BB50              | 16 de gener de 2009    | Mount Lemmon         | Mt. Lemmon Survey           |
| 435910 | 2009 BU52              | 16 de gener de 2009    | Kitt Peak            | Spacewatch                  |
| 435911 | 2009 BE57              | 18 de gener de 2009    | Mount Lemmon         | Mt. Lemmon Survey           |
| 435912 | 2009 BT64              | 20 de gener de 2009    | Catalina             | CSS                         |
| 435913 | 2009 BR73              | 30 de gener de 2009    | Wildberg             | Apitzsch, R.                |
| 435914 | 2009 BX81              | 29 de gener de 2009    | Wildberg             | Apitzsch, R.                |
| 435915 | 2009 BW82              | 20 de gener de 2009    | Catalina             | CSS                         |
| 435916 | 2009 BO92              | 25 de gener de 2009    | Kitt Peak            | Spacewatch                  |
| 435917 | 2009 BE94              | 25 de gener de 2009    | Kitt Peak            | Spacewatch                  |
| 435918 | 2009 BN97              | 25 de gener de 2009    | Catalina             | CSS                         |
| 435919 | 2009 BU98              | 26 de gener de 2009    | Kitt Peak            | Spacewatch                  |
| 435920 | 2009 BW98              | 26 de gener de 2009    | Mount Lemmon         | Mt. Lemmon Survey           |
| 435921 | 2009 BX105             | 25 de gener de 2009    | Kitt Peak            | Spacewatch                  |
| 435922 | 2009 BL114             | 1 de desembre de 2008  | Mount Lemmon         | Mt. Lemmon Survey           |
| 435923 | 2009 BQ114             | 26 de gener de 2009    | Kitt Peak            | Spacewatch                  |
| 435924 | 2009 BL128             | 13 de novembre de 2007 | Mount Lemmon         | Mt. Lemmon Survey           |
| 435925 | 2009 BF136             | 17 de novembre de 2007 | Mount Lemmon         | Mt. Lemmon Survey           |
| 435926 | 2009 BZ137             | 29 de gener de 2009    | Kitt Peak            | Spacewatch                  |
| 435927 | 2009 BL139             | 29 de gener de 2009    | Kitt Peak            | Spacewatch                  |
| 435928 | 2009 BA140             | 29 de gener de 2009    | Kitt Peak            | Spacewatch                  |
| 435929 | 2009 BG141             | 18 de novembre de 2007 | Mount Lemmon         | Mt. Lemmon Survey           |
| 435930 | 2009 BY144             | 30 de gener de 2009    | Kitt Peak            | Spacewatch                  |
| 435931 | 2009 BM150             | 25 de gener de 2009    | Kitt Peak            | Spacewatch                  |
| 435932 | 2009 BQ152             | 21 de desembre de 2008 | Kitt Peak            | Spacewatch                  |
| 435933 | 2009 BV164             | 18 de març de 2004     | Kitt Peak            | Spacewatch                  |
| 435934 | 2009 BT168             | 31 de gener de 2009    | Cerro Burek          | Cerro Burek                 |
| 435935 | 2009 BF171             | 17 de gener de 2009    | Kitt Peak            | Spacewatch                  |
| 435936 | 2009 BD177             | 25 de gener de 2009    | Kitt Peak            | Spacewatch                  |
| 435937 | 2009 BS179             | 18 de gener de 2009    | Kitt Peak            | Spacewatch                  |
| 435938 | 2009 CP3               | 2 de febrer de 2009    | Moletai              | Cernis, K., Zdanavicius, J. |
| 435939 | 2009 CG10              | 1 de febrer de 2009    | Mount Lemmon         | Mt. Lemmon Survey           |
| 435940 | 2009 CE24              | 1 de febrer de 2009    | Kitt Peak            | Spacewatch                  |
| 435941 | 2009 CW25              | 1 de febrer de 2009    | Kitt Peak            | Spacewatch                  |
| 435942 | 2009 CW26              | 17 de gener de 2009    | Kitt Peak            | Spacewatch                  |
| 435943 | 2009 CE40              | 14 de febrer de 2009   | Heppenheim           | Starkenburg                 |
| 435944 | 2009 CH52              | 14 de febrer de 2009   | Mount Lemmon         | Mt. Lemmon Survey           |
| 435945 | 2009 CY53              | 14 de febrer de 2009   | Catalina             | CSS                         |
| 435946 | 2009 CT56              | 4 de febrer de 2009    | Kitt Peak            | Spacewatch                  |
| 435947 | 2009 CE58              | 3 de febrer de 2009    | Mount Lemmon         | Mt. Lemmon Survey           |
| 435948 | 2009 CQ64              | 4 de febrer de 2009    | Mount Lemmon         | Mt. Lemmon Survey           |
| 435949 | 2009 DO3               | 19 de febrer de 2009   | Magdalena Ridge      | Ryan, W. H.                 |
| 435950 | 2009 DL10              | 21 de febrer de 2009   | Calar Alto           | Hormuth, F.                 |
| 435951 | 2009 DG11              | 17 de febrer de 2009   | Dauban               | Kugel, F.                   |
| 435952 | 2009 DS17              | 19 de febrer de 2009   | Mount Lemmon         | Mt. Lemmon Survey           |
| 435953 | 2009 DM20              | 17 de febrer de 2009   | Kitt Peak            | Spacewatch                  |
| 435954 | 2009 DX24              | 21 de febrer de 2009   | Mount Lemmon         | Mt. Lemmon Survey           |
| 435955 | 2009 DU30              | 23 de febrer de 2009   | Calar Alto           | Hormuth, F.                 |
| 435956 | 2009 DB32              | 20 de febrer de 2009   | Kitt Peak            | Spacewatch                  |
| 435957 | 2009 DT38              | 24 de febrer de 2009   | Calar Alto           | Hormuth, F.                 |
| 435958 | 2009 DP39              | 3 de febrer de 2009    | Mount Lemmon         | Mt. Lemmon Survey           |
| 435959 | 2009 DA40              | 20 de febrer de 2009   | Dauban               | Kugel, F.                   |
| 435960 | 2009 DZ43              | 31 de gener de 2009    | Kitt Peak            | Spacewatch                  |
| 435961 | 2009 DU48              | 19 de febrer de 2009   | Kitt Peak            | Spacewatch                  |
| 435962 | 2009 DQ53              | 5 de febrer de 2009    | Kitt Peak            | Spacewatch                  |
| 435963 | 2009 DH54              | 16 de gener de 2009    | Kitt Peak            | Spacewatch                  |
| 435964 | 2009 DK57              | 22 de febrer de 2009   | Kitt Peak            | Spacewatch                  |
| 435965 | 2009 DK59              | 16 de març de 2004     | Kitt Peak            | Spacewatch                  |
| 435966 | 2009 DQ62              | 31 de gener de 2009    | Kitt Peak            | Spacewatch                  |
| 435967 | 2009 DT66              | 24 de febrer de 2009   | Mount Lemmon         | Mt. Lemmon Survey           |
| 435968 | 2009 DO69              | 31 de gener de 2009    | Kitt Peak            | Spacewatch                  |
| 435969 | 2009 DB71              | 17 de febrer de 2009   | La Sagra             | OAM                         |
| 435970 | 2009 DY75              | 30 de desembre de 2008 | Mount Lemmon         | Mt. Lemmon Survey           |
| 435971 | 2009 DJ80              | 14 de setembre de 2006 | Kitt Peak            | Spacewatch                  |
| 435972 | 2009 DY80              | 24 de febrer de 2009   | Kitt Peak            | Spacewatch                  |
| 435973 | 2009 DR81              | 24 de febrer de 2009   | Kitt Peak            | Spacewatch                  |
| 435974 | 2009 DB82              | 24 de febrer de 2009   | Kitt Peak            | Spacewatch                  |
| 435975 | 2009 DH82              | 24 de febrer de 2009   | Kitt Peak            | Spacewatch                  |
| 435976 | 2009 DY84              | 26 de febrer de 2009   | Kitt Peak            | Spacewatch                  |
| 435977 | 2009 DB93              | 28 de febrer de 2009   | Mount Lemmon         | Mt. Lemmon Survey           |
| 435978 | 2009 DP94              | 28 de febrer de 2009   | Mount Lemmon         | Mt. Lemmon Survey           |
| 435979 | 2009 DG113             | 18 de novembre de 2007 | Mount Lemmon         | Mt. Lemmon Survey           |
| 435980 | 2009 DE117             | 27 de febrer de 2009   | Kitt Peak            | Spacewatch                  |
| 435981 | 2009 DT127             | 20 de febrer de 2009   | Kitt Peak            | Spacewatch                  |
| 435982 | 2009 DC130             | 27 de febrer de 2009   | Kitt Peak            | Spacewatch                  |
| 435983 | 2009 DX131             | 20 de febrer de 2009   | Kitt Peak            | Spacewatch                  |
| 435984 | 2009 EA5               | 1 de març de 2009      | Kitt Peak            | Spacewatch                  |
| 435985 | 2009 ED7               | 2 de març de 2009      | Mount Lemmon         | Mt. Lemmon Survey           |
| 435986 | 2009 EO8               | 2 de març de 2009      | Mount Lemmon         | Mt. Lemmon Survey           |
| 435987 | 2009 EM12              | 1 de març de 2009      | Mount Lemmon         | Mt. Lemmon Survey           |
| 435988 | 2009 EG15              | 15 de març de 2009     | Kitt Peak            | Spacewatch                  |
| 435989 | 2009 ER18              | 19 de febrer de 2009   | Kitt Peak            | Spacewatch                  |
| 435990 | 2009 EL20              | 3 de març de 2009      | Catalina             | CSS                         |
| 435991 | 2009 ET20              | 3 de febrer de 2009    | Mount Lemmon         | Mt. Lemmon Survey           |
| 435992 | 2009 FE11              | 4 de febrer de 2009    | Kitt Peak            | Spacewatch                  |
| 435993 | 2009 FL11              | 17 de març de 2009     | Kitt Peak            | Spacewatch                  |
| 435994 | 2009 FM11              | 17 de març de 2009     | Kitt Peak            | Spacewatch                  |
| 435995 | 2009 FL13              | 18 de març de 2009     | Mount Lemmon         | Mt. Lemmon Survey           |
| 435996 | 2009 FS17              | 26 de febrer de 2009   | Kitt Peak            | Spacewatch                  |
| 435997 | 2009 FB25              | 18 de març de 2009     | Catalina             | CSS                         |
| 435998 | 2009 FP40              | 17 de març de 2009     | Kitt Peak            | Spacewatch                  |
| 435999 | 2009 FE41              | 21 de març de 2009     | Bergisch Gladbach    | Bickel, W.                  |
| 436000 | 2009 FE46              | 17 de març de 2009     | Uccle                | Uccle                       |